# رومانيا
رُومَانِيَا (بِالرُّومانِيَّة: ) رسمِياً جُمهُورِيَّة رُومَانِيا هِي دولة أُورُوبِّيَّة فِي شِبه جزِيرَة البلقان تقع عند مفترق طرق وسط وشرق وجنُوب شرق أورُوبا شمال نهرِ الدَّانُوب عاصِمتُها مدِينة بُوخارِست. وتقع دلتا الدانوب على أراضيها حيث يمر نهر الدانُوب في جنوب البلاد ويصب في البحر الأسود. وتقع جِبال الكاربات في الجنوب وفي وسط البلاد يحدها من الشمال أُوكرانيَا، من الشمال الشرقي مُولدُوفَا، من الشرق البحر الأسود، من الجنوب بُلغاريَا ومن الغرب صِربِيَا والمجر.
تأسست دولة رُومانِيا الحديثة بعد اتحاد الدولة الرُّومانِيَّة ومُولدُوفيا بقيادة أليكساندرُوا آيوآن كُوزا، وفي عام 1918م اِنضمَّت لها كل من ترآنسيلڤآنيَا، بُوكُوڤِينَا وبِيسارَابيَا، وسميت آنذاك «رُومانِيا الكُبرى»، فقد كانت أكبر مساحة لِرُومانِيا طوال تاريخها، وكانت مساحتها آنذاك تبلغ 295,641 كم².
تُعدّ رُومانِيا جُمهُورِيَّة ذات نظام نصف رئاسي وتأتي في المرتبة التاسعة من حيث المساحة (238,391 كم مربع)، والسابعة من حيث عدد السكان (19,535,380 مليون نسمة)  بالنسبة لدول الاِتِّحاد الأُورُوبِّي. عاصمة البلاد هي بُوخارِست وهي أكبر مُدُن رُومانِيا، وتحتل المرتبة السادسة من حيث عدد السكان (1,9 مليون نسمة) بين مُدُن الاِتِّحاد الأُورُوبِّي. وفي عام 2007 كانت مدينة سِيبِيُو عاصِمة الثَّقَافة الأُورُوبِّيَّة.
رُومانِيا عضو في حلف شمال الأَطلنطِي مُنذ 29 مارِس 2004، وعضو في الاِتِّحاد اللَّاتِينِي، وأيضاً في المُنظَّمة الدَّولِيَّة لِلفرانكُوفُونِيَّة وفي مُنظَّمة الأَمن والتَّعاوُن فِي أَورُوبا.وأصبحت رسميّاً عضواً في منطقة الشنغن ابتداءً من 31 مارس 2024، وهي عضو مُنظَّمة التَّّعاوُن الاِقتِصادِي لِلبحرِ الأَسود، واِنضمَّت إلى الاِتِّحاد الأُورُوبِّي في أول ينايِر عام 2007.

## أصل التسمية
اشتق اسم رُومانِيا من كلمة «رُومن» (بالرومانية: român) والتي تعني الرُومآن والتي اشتقت بدورها من الكلمة اللاتينية «رُومانُوس» (باللاتينية: romanus)، ومعناها «مواطن من رُوما»، نسبًة إلى مدينة روما عاصمة إيطاليا الحديثة.

## التاريخ

### ما قبل التاريخ والعصور القديمة

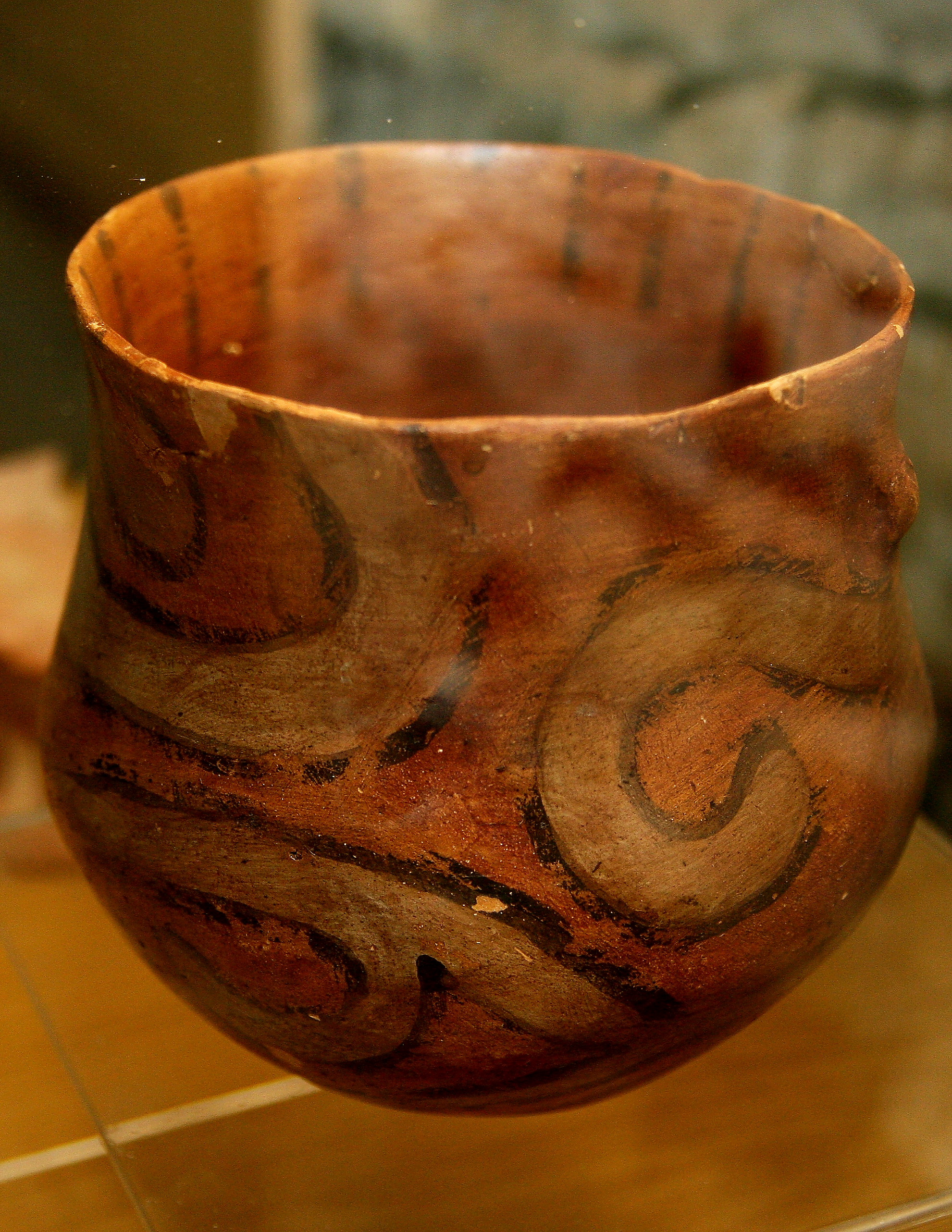
قطعة فخار مميزة من "Cucuteni-Trypillian culture"، مزخرفة.

أقدم بقايا بشرية من أوروبا تم استكشافها في كهف مع عظام، في رومانيا الحديثة. وتعود إلى أكثر من 42,000 عام وتبقى أقدم أثار بشرية من قارة أوروبا، ويمكن أن تمثل أول شعب دخل القارة الأوروبية. والبقايا تعدّ مثيرة للاهتمام لإنها تعدّ خليط من الأثار، الإنسان الحديث وميزات مورفولوجة نياندرتاليه.
إحدى الأحافير التي تم العثور عليها كان فك سفلي لذكر بالغ ويرجع تاريخها إلى 34,000-36,000 سنة، الأمر الذي جعلها واحدة من أقدم الأحافير التي تم العثور عليها من تاريخ الإنسان الحديث في أوروبا. وجد جمجمة في كهف مع عظام (Peștera cu Oase) في 2004-5 تحتوي على ميزات كل من الإنسان الحديث ونياندرتال.
من بين أقدم الأثار الدالة على الوجود والنشاط البشري وتشمل تلك التي تعود إلى العصر الحجري القديم. ومن هؤلاء «الكنوز الأثرية» تم العثور عليها في مقاطعة فلتشيا، pui مقاطعة هونيديرا أو Valea Dârjovului مقاطعة أولت تنتمي إلى أجداد الأكثر بعدا (إنسان ماهر وإنسان). وفقا للدراسات الأنطروبولوجية، هؤلاء قردة عليا تستخدم أدوات حجرية منحوتة، الجامعون، صيادون السمك والصيادون، عاشوا بتنظيم في مجوعات وكانت الكهوف والوديان ملاجئهم.
الثورة النيوليثية تشير إلى الانتقال من الأدوات الحجرية المنحوتة، محددة من العصر الحجري القديم إلى العصر الحجري الأوسط، إلى الأدوات الحجرية المصقولة والمثقبة.

### العصور الوسطى

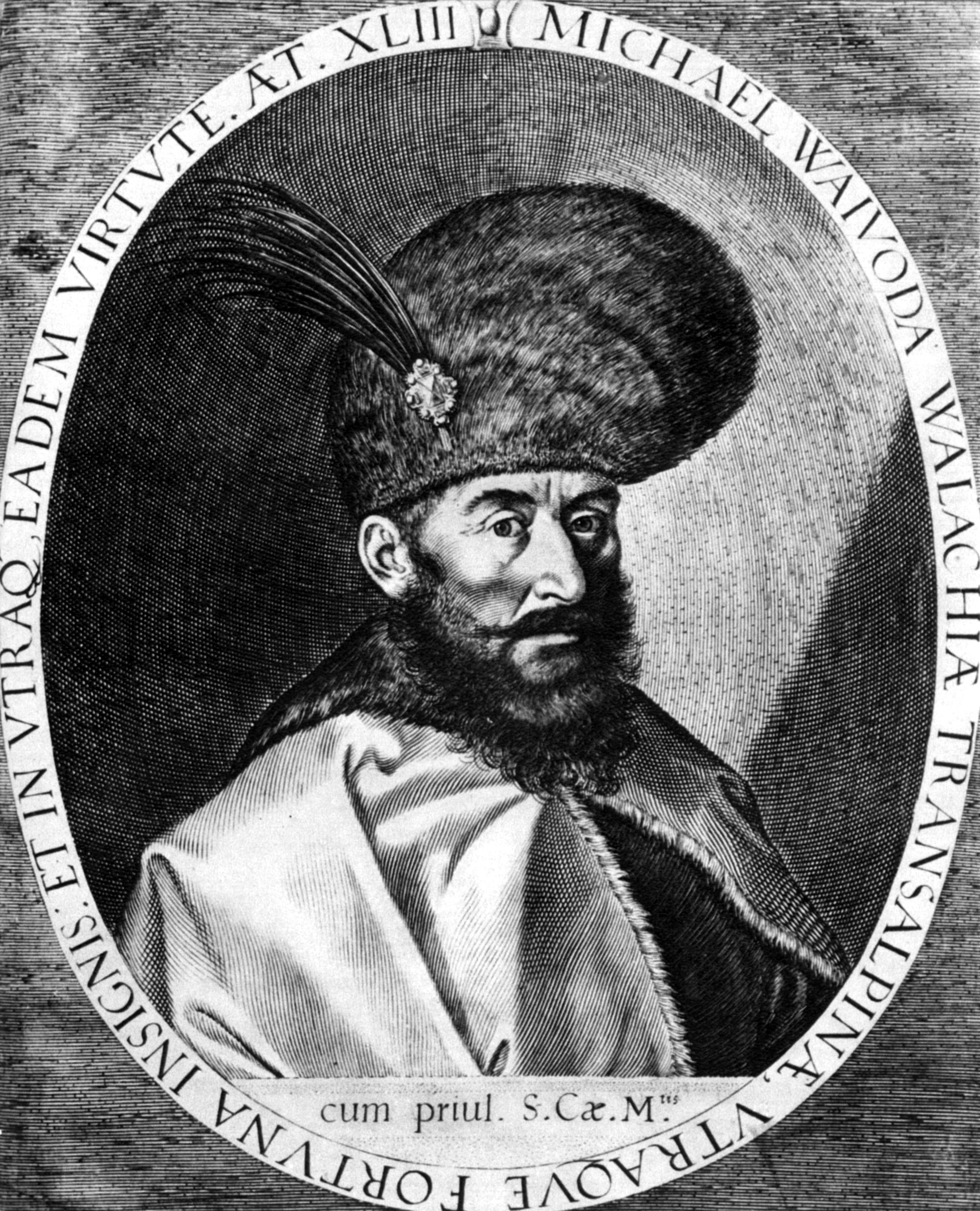
ميشيل الشجاع ، تعده رومانيا بطلاً قومياً

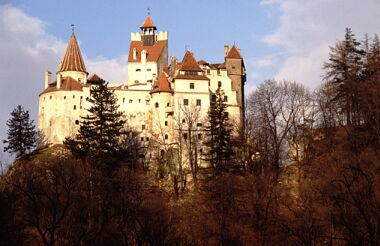
قلعة بران بنيت عام 1212م

وفي العصور الوسطى عاشوا الرومان في ثلاثة مناطق: الأفلاق، مولدوفا وترانسيلفانيا. ومن القرن الحادي عشر أصبحت ترانسيلفانيا جزء كبير تحت الحكم الذاتي التابعة لمملكة المجر، وأصبحت مستقلة باسم إمارة ترانسيلفانيا في القرن السادس عشر ، حتى 1711. في الأفلاق ومولدوفا في القرن الرابع عشر ظهرت العديد من الإمارات التابعة لفي الأفلاق ومولدوفا لمكافحة التهديدات العثمانية.
في 1541، كل الجزيرة البلقانية والجزء الأكبر من المجر أصبحت تحت السيطرة العثمانية. الأفلاق، مولدوفا وترانسيلفانيا أصبحت تابعة للحكم العثماني. وتم الحفاظ عليها كولايات عثمانية حتى منتصف القرن التاسع عشر (ترانسيلفانيا حتى 1699).
في نهاية القرن السابع عشر هنغاريا وأمارة ترانسيلفانيا أصبحوا جزء من الإمبراطورية النمساوية المجرية. وفي عام 1718 انضمت أولتينيا وهي جزء مهم من الأراضي الرومانية إلى الإمبراطورية النمساوية المجرية.

### الديمقراطية في الوقت الحاضر
تاريخيا شكلت إمارتا مولدوفا وولاخيا أساس دولة رومانيا، واللذان اُسستا في القرن الرابع عشر الميلادي. وقعت الإماراتان تحت الحكم العثماني في القرن الخامس عشر وبقيتا جزءا منه حتى عام 1878 م، طبقا لاتفاقية سان ستيفانو لإنهاء الحرب الروسية العثمانية التي حصلت فيها رومانيا على الاستقلال. في أثناء ذلك قامت الإماراتان بسلسة من إجراءات الوحدة بين عامي 1859 و1862، أدت إلى تسمية البلاد رومانيا واتخاذ بوخارست عاصمة لها، وانضمت ترانسيلفانيا ومناطق أصغر للاتحاد، الذي تحولت في عام 1881 إلى النظام الملكي. حاربت رومانيا ضد بلغاريا في حرب البلقان الثانية عام 1913. بقيت رومانيا محايدة في الحرب العالمية الأولى حتى عام 1916 عندما دخلت الحرب إلى جانب الحلفاء. كافئ الحلفاء رومانيا بمضاعفة مساحة البلاد وعدد السكان بعد انتهاء الحرب، حصلت على أراضي هنغارية وروسية وبلغارية. تنازلت عن الأراضي الروسية وغيرها إلى الاتحاد السوفيتي عام 1940 في بداية الحرب العالمية الثانية، حيث اتخذت موقفا محايدا. أعلنت الحرب عام 1941 على الاتحاد السوفيتي ودخلت بذلك الحرب إلى جانب دول المحور. تمكنت القوات السوفياتية من احتلال البلاد عام 1944، التي ساعدت في تشكيل حكومة شيوعية عام 1945 في البلاد. أُسقط النظام الملكي عام 1947 وأُعلنت الجمهورية الشعبية. شكلت رومانيا في العقود الأربعة التي تلت إحدى دول الكتلة الشيوعية. أصبح نيكولاي تشاوتشيسكو السكرتير التنفيذي للحزب الشيوعي الروماني عام 1965 ثم رئيساً للبلاد عام 1974. استمر عهد تشاوشيسكو إلى عام 1989، حيث لوحق ثم أُعدم هو وزوجته أمام عدسات التلفزيون. اتسم حكمه بالشدة والدموية. انتخب إيون إيليسكو خلفاً له، الذي بقي بالسلطة حتى عام 1996 عندما أصبح إميل كونستانتينسكو رئيسا للبلاد. ثم عاد انتخاب إيون إيليسكو عام 2000 وبقي حتى عام 2004 حيث تم انتخاب ترايان باسيسكو رئيسا للبلاد وُوافق على انضمام رومانيا إلى الاتحاد الأوروبي ابتداءً من العام 2007، بعد سلسلة من الإصلاحات السياسية، الاقتصادية والاجتماعية التي قامت بها الحكومة في الفترة الأخيرة.

### داقية والأمبراطورية الرومانية

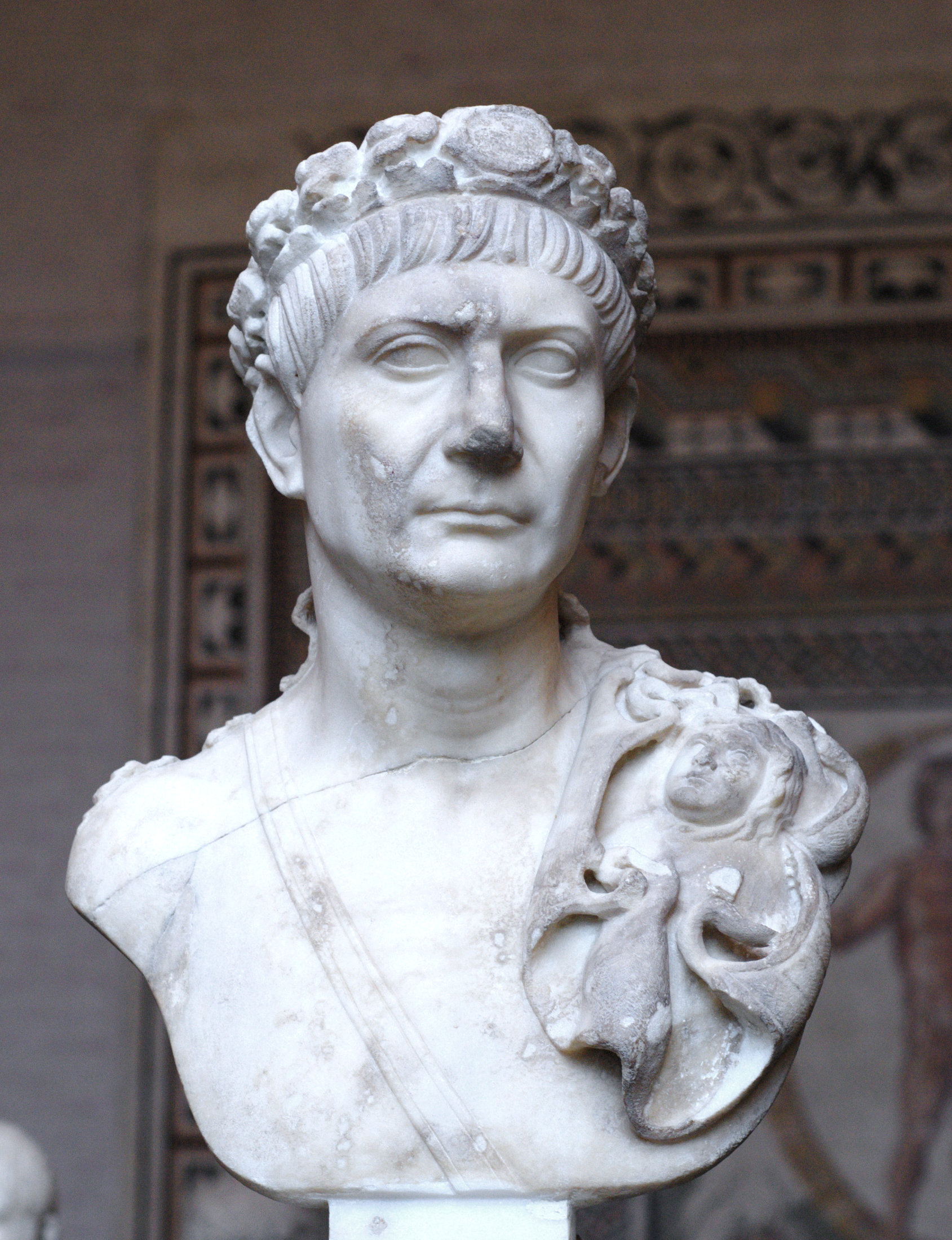
الإمبراطور تراجان

تعدّ من القبائل مؤسسين العصر البرونزي على أرض رومانيا وهم ينتتمون إلى جماعات الأندو أوروبية مجموعة من التراقيون ، مقولة لسترابون «غيتيون كان عندهم لغة مشتركة مع تراقيون أما الداقيين لغتهم كانت لغة الغيتيون».و بعد انضمام داقية إلى الإمبراطورية الرومانية، فقد تم فرض الثقافة والحضارة الرومانية وإدخل اللغة اللاتينية العامة على قواعد اللغة الرومانية. ولكن، أول قصة عن الغيتيون تنتمي إلى هيرودوت. وفي الحروب الداقو رومانية أدت إلى اندماج تلك الثقافتين الداقية والرومانية وهم أجداد الشعب الروماني. وبعدها أصبحت داقية تابعة للإمبراطورية العثمانية.

### اتحاد رومانيا والمملكة الرومانية

توسع واتحاد رومانيا 1859-2010

رومانيا الحديثة نشئت عن طريق اتحاد إمارة مولدوفا وإمارة مونتينيا عام 1859م، وفي فترة انتخابات لحاكم موحد لإمارة مولدوفا ومونتينيا أجبر أليكساندرُوا آيوآن كُوزا  وعلى مغادرة الأراضي الرومانية. وفي عام 1881م توج كارول الأول كملك رومانيا، وفي عام 1913 تدخل رومانيا في حرب مع جارتها بلغاريا وفي عام 1914 يتوفى الملك كارول الأول ويتم تعيين فيرديناند الأول ملك لرومانيا.
و في عام 1938م فرض الملك كارول الثاني قوتة الدكتاتورية.

### رومانيا الشيوعية

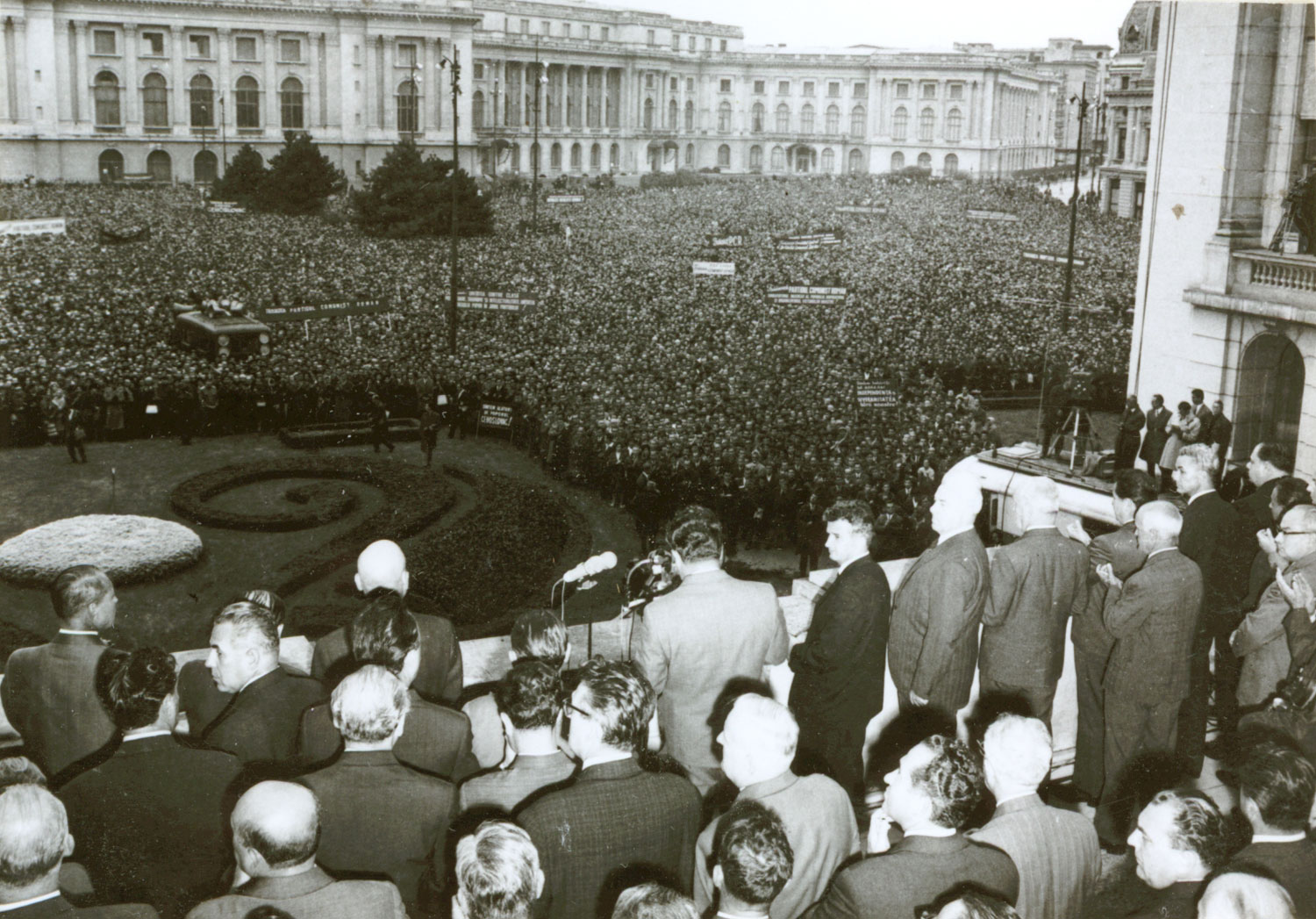
نيكولاي تشاوشيسكو 1967

بتاريخ 30 ديسمبر 1947 أعلنت الجمهورية الشعبية الرومانية. وفي بداية عام 1960 بدأت الحكومة الرومانية الشيوعية بتأكيد استقلالها عن الاتحاد السوفيتي نوعا ما. وأصبح نيكولاي تشاوشيسكو رئيس الحزب الشيوعي الروماني عام 1965 ورئيس للدولة عام 1967.
عانى الشعب في هذه الفترة من الجوع والفقر حيث كانوا مرغمين بأن يصطفوا في أدوار ولساعات من أجل الخبز أو الجبن وغيرهما.وعلى الرغم من ذلك كانت رومانيا قوية اقتصاديا في الصناعة والزراعة، وكان النظام اشتراكي ويمنع على أي شخص تملك مزرعة أو مصنع، وكانت الدولة تؤمن عمل لجميع المواطنيين والرئيس آنذاك نيكولاي تشاوشيسكو ملك علاقات اقتصادية جيدة مع جمهورية الصين الشيوعية.

### رومانيا بعد 1989م
استمرت الفترة الشيوعية منذ العام 1964 حتى عام 1989 تحت قيادة الديكتاتور نيكولاي تشاوتشيسكو وفي هذا العام قامت الثورة الرومانية مما أدى إلى قتل الديكتاتور نيكولاي تشاوتشيسكو مع زوجته إلينا تشاوشيسكو رميا بالرصاص والتي شوهدت على التلفزيون الروماني بعد محاكمة له أقامة عدة شخصيات عسكرية وتحررت رومانيا من أيدي الشيوعية وتم تعيين أيون اليسيكو رئيس لرومانيا.
الانتخابات الرئاسية والبرلمانية كانت بتاريخ 20 مايو 1990. وكانت ما بين الحزب الوطني الفلاحي، الحزب الوطني الليبرالي وإيون إيليسكو. والذي ربح 85% من الأصوات آنذاك. عندها كان البرلمان مكون بنسبة كبيرة من أعضاء شيوعين، وقاموا ضد الشيوعيين (غير الشيوعيين) بتنظيم تظاهرات في ساحة الجامعة في بوخارست وذلك في أبريل عام 1990.

### انضمام رومانيا إلى الأتحاد الأوروبي

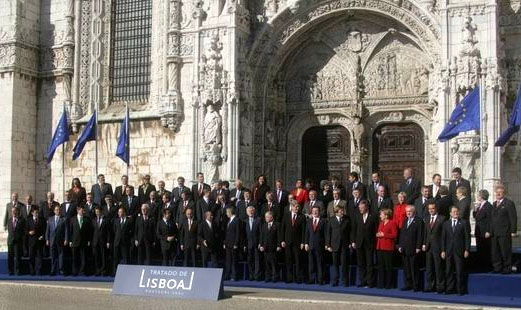
انضمام رومانيا إلى الاتحاد الأوروبي

انضمت رومانيا مع بلغاريا إلى الاتحاد الأوروبي بتاريخ 1 يناير 2007، بعد تنفيذها متطلبات الأوروبية من محاربة الفساد المتمثل بالرشوة داخل المؤسسات الحكومية إضافة إلى كثير من الأصلاحات الاقتصادية، ليصبح عدد أعضاء الأتحاد الأوروبي 27 دولة. على الرغم من تقدم رومانيا وإنجازها لكثير من المتطلبات إلا أنها واجهات رفض من عدة دول أوروبية وذلك خوفا من انتشار الغجر(تسيغان، țigan) في الدول الأوروبية وهذا قد حدث فعلا، في العاصمة الفرنسية باريس مما أجبرت الحكومة الفرنسية على أخراجهم بالقوة من الأراضي الفرنسية وإرجاعهم إلى رومانيا وبلغاريا.

## الجغرافيا

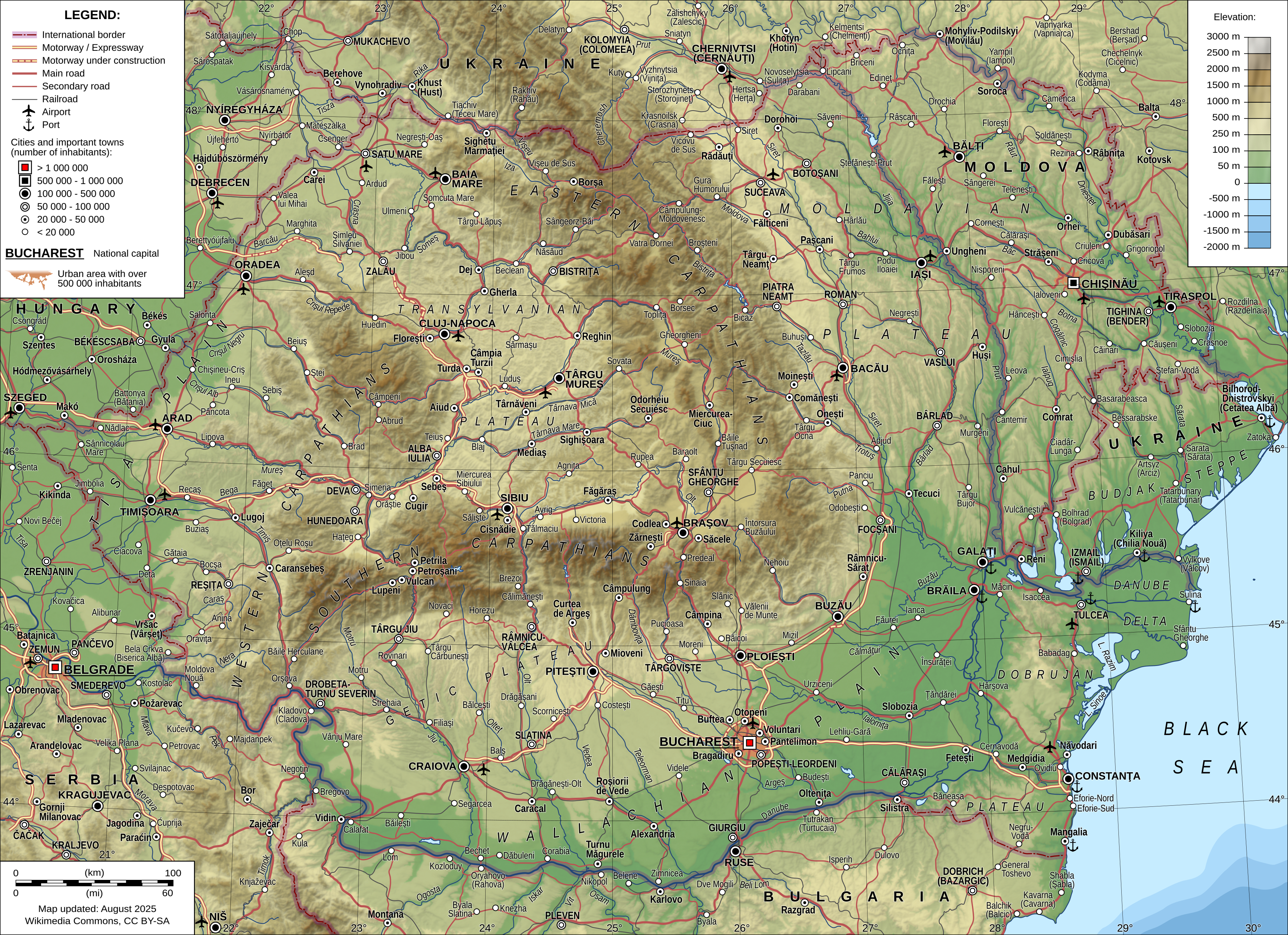
خريطة طبوغرافية رومانيا

رومانيا هي أكبر دولة في جنوب شرق أوروبا وثاني عشر أكبر دولة في أوروبا، وتبلغ مساحتها 238.397 كيلومترًا مربعًا.: 17، تقع بين خطي عرض 43 درجة و 49 درجة شمالاً وخطي طول 20 درجة و 30 درجة شرقًا. تتوزع التضاريس بالتساوي تقريبًا بين الجبال والتلال والسهول. تهيمن جبال الكاربات على وسط رومانيا، مع وجود 14 سلسلة جبلية يصل ارتفاعها إلى أكثر من 2000 متر أو 6600 قدم - أعلى قمة هي قمة مولدوفيانو عند 2544 مترًا أو 8346 قدمًا.: 11 وهي محاطة بهضاب مولدوفا وترانسيلفانيا وسهل بانونيا وسهول والاشيا.
يشكل نهر الدانوب جزءًا كبيرًا من حدود رومانيا الجنوبية مع كل من صربيا وبلغاريا. يلتقي الدانوب مع نهر بروت، الذي يشكل بدوره الحدود الطبيعية مع مولدوفا في الشمال الشرقي. يصب نهر الدانوب في البحر الأسود مشكلا دلتا الدانوب. مساحة رومانيا بازدياد مستمر، بسبب دخول دلتا الدانوب بمقدار 2 إلى 5 أمتار سنويًا بشكل طبيعي في البحر الأسود. على سبيل المثال كانت مساحة البلاد في عام 1969 م 237,500 كم مربع، واليوم هي 238,319 كم مربع.الطبيعة الجغرافية لرومانيا متنوعة. حوالي 34% من مساحة البلاد هي جبال و33% هضاب و33% سهول. جبال الكارابات تتمركز في وسط البلاد، محاطة بالطبقة الترانسيلفانية. هناك 14 قمم جبلية يتعدى ارتفاعها حاجز ال 2,000 متر فوق سطح البحر، أعلاها هي قمة مولدوفينو (Moldoveanu) بمقدار 2,544 متر. في الجنوب، تتحول جبال كارباتس إلى هضاب حتى سهول باراغان (Bărăgan).

### البيئة

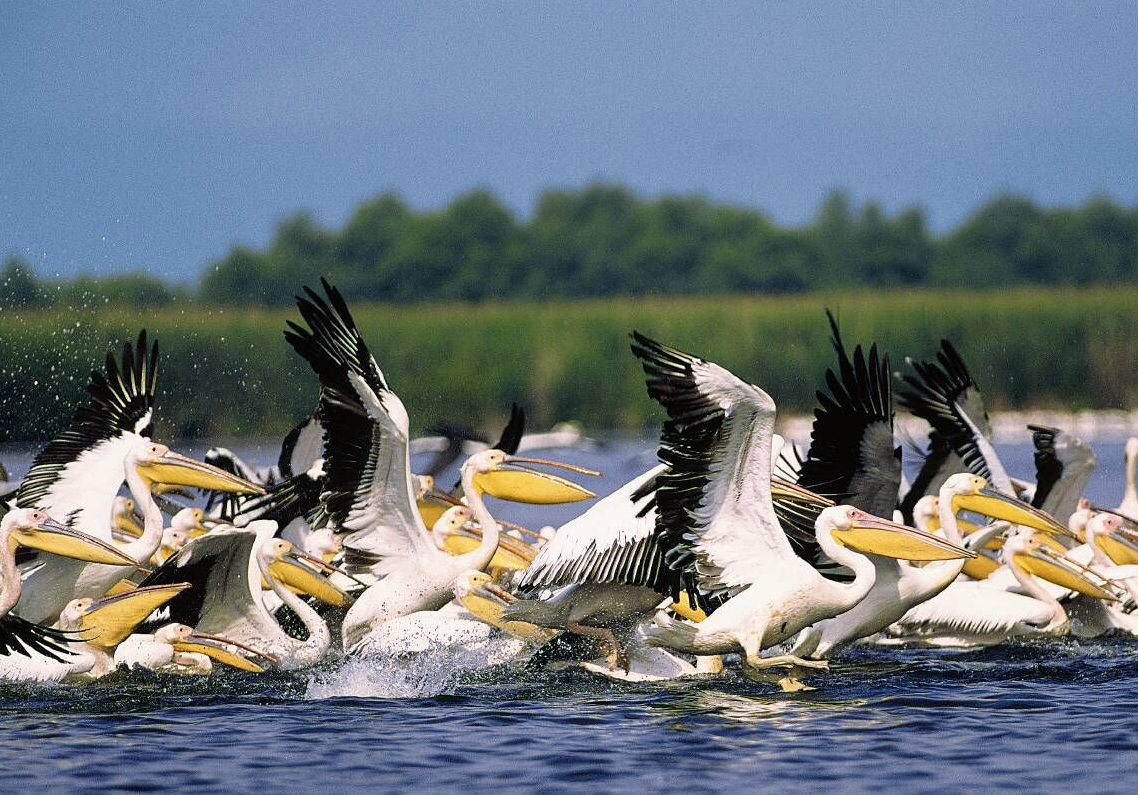
بيلكان، دلتا الدانوب

نسبة عالية (47 ٪ من مساحة الأرض) من البلد مغطى بنظم الإيكولوجية الطبيعية وشبه الطبيعية. وأكثر من نصف الغابات (13% من البلاد) والتي ساعدت على الحفاظ على مستجمعات المياه بدلا من الإنتاج، وتملك رومانيا أكبر نسبة غابات غير محمية من أوروبا، ويدل وجود مجموعة كاملة من الحيوانات الغابات الأوروبية على سلامة النظم الايكولوجية للغابات الرومانية، بما في ذلك 40٪ و60٪ من الدبب الأوروبية البنية والذئاب، على التوالي. وهناك أيضا ما يقرب من 400 نوعا من الثدييات فريدة من نوعها (ومن أفضل الأمثلة شمواة الكاربات) والطيور والزواحف والبرمائيات من رومانيا. توجد 33,792 نوعا من الحيوانات، 33,085 منها لافقارية و707 تمثل الفقاريات.
بعض 3,700 نوع من النباتات تم استكشافها في رومانيا، 23 منها تم إعلانها كمعالم طبيعة، 74 مفقودة، 39 مهددة بالانقراض، 171 ضعيفة (عدم قدرتها على المقاومة) و1,253 تعدّ نادرة.
توجد ثلاثة مناطق عشبية (غطاء نباتي) هي منطقة جبال الألب، منطقة الغابات ومنطقة السهوب. وتتوزع النباتات بطريقة الطوابق وفقا لخصائص التربة والمناخ وتشمل أنواع مختلفة من أشجار البلوط، جميز، زان، تنوب، شوح، صفصاف، حور، Meadow وصنوبر.
هناك ما يقرب من 10,000 كيلو متر مربع (3,900 ميل مربع) (ما يقرب من 5 ٪ من المساحة الكلية) من مناطق محمية في رومانيا التي تغطي 13 من الحدائق الوطنية وثلاثة من محميات المحيط الحيوي (رجل وبرنامج المحيط الحيوي): دلتا الدانوب، Parcul Național Retezat (الحديقة الوطنية ريتيزات)، والحديقة الوطنية رودنا. دلتا نهر الدانوب هو أكبر تجمع من مناطق رطبة والأكثر تضرر من بين الأراضي الرطبة في أوروبا، والتي تغطي مساحة إجمالية قدرها 5800 كيلو متر مربع (2200 ميل مربع) ، أما أهمية التنوع البيولوجي لدلتا الدانوب تم الاعتراف بها دوليا. وقد أعلنت محمية محيط حيوي في سبتمبر 1990، وضعت على موقع رامسار في مايو 1991، وأكثر من 50 ٪ من مساحتها وضعت على قائمة التراث العالمي في ديسمبر 1991. داخل حدوده يكمن واحد من أكثر الأنظمة Reed bed شمولا وانتشارا في العالم.
رومانيا تملك أكبر مناطق غير محمية من أوروبا. هناك أيضا ما يقرب من 400 نوع فريد من الثدييات والطيور والزواحف والبرمائيات في رومانيا. وتقسم الحيوانات في رومانيا إلى حيوانات لافقارية 33,085 نوع وحيوانات فقارية إلى 707 نوع.

### المناخ

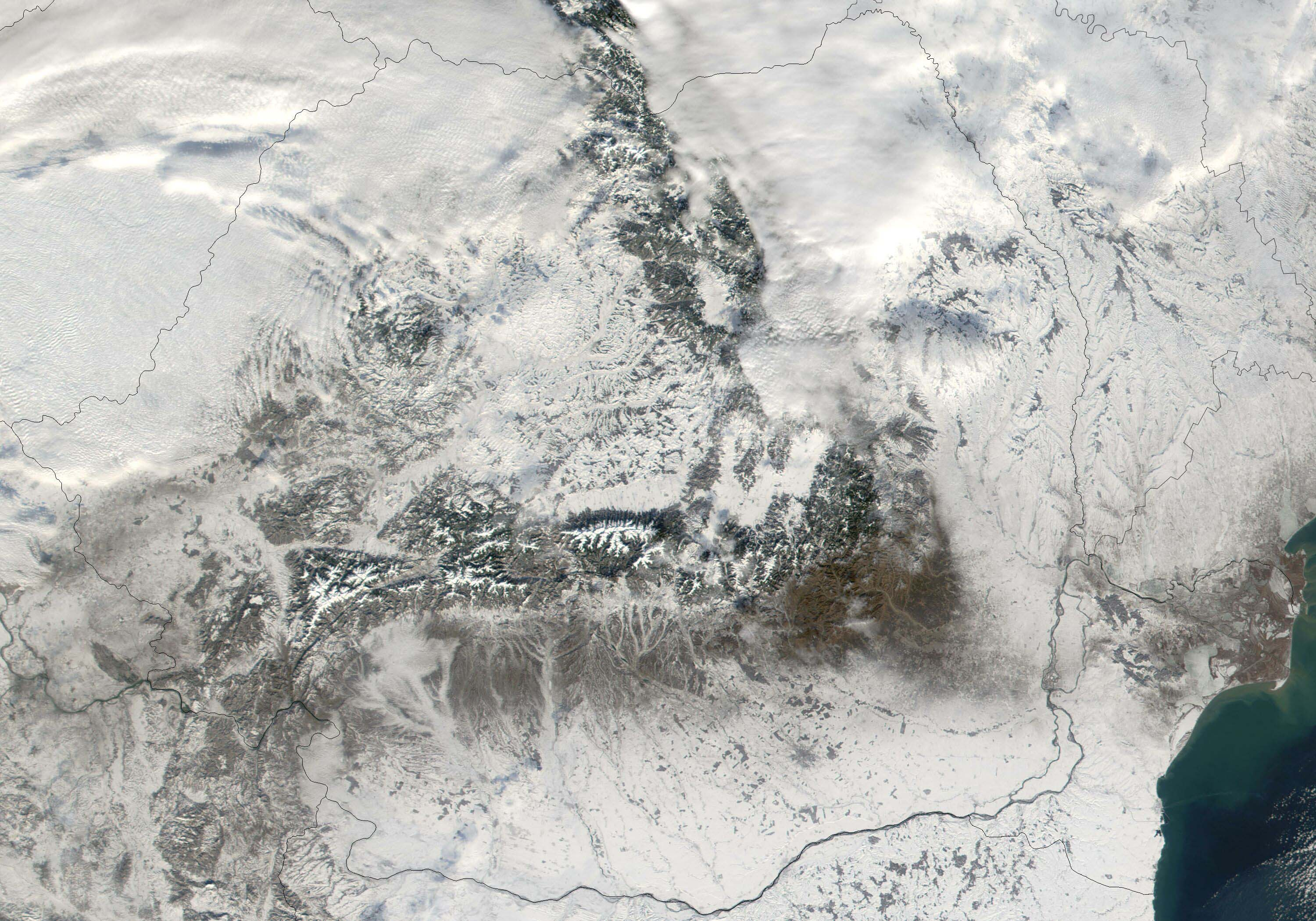
صورة لرومانيا من الفضاء حيث أن الثلج يغطي معظم أراضيها

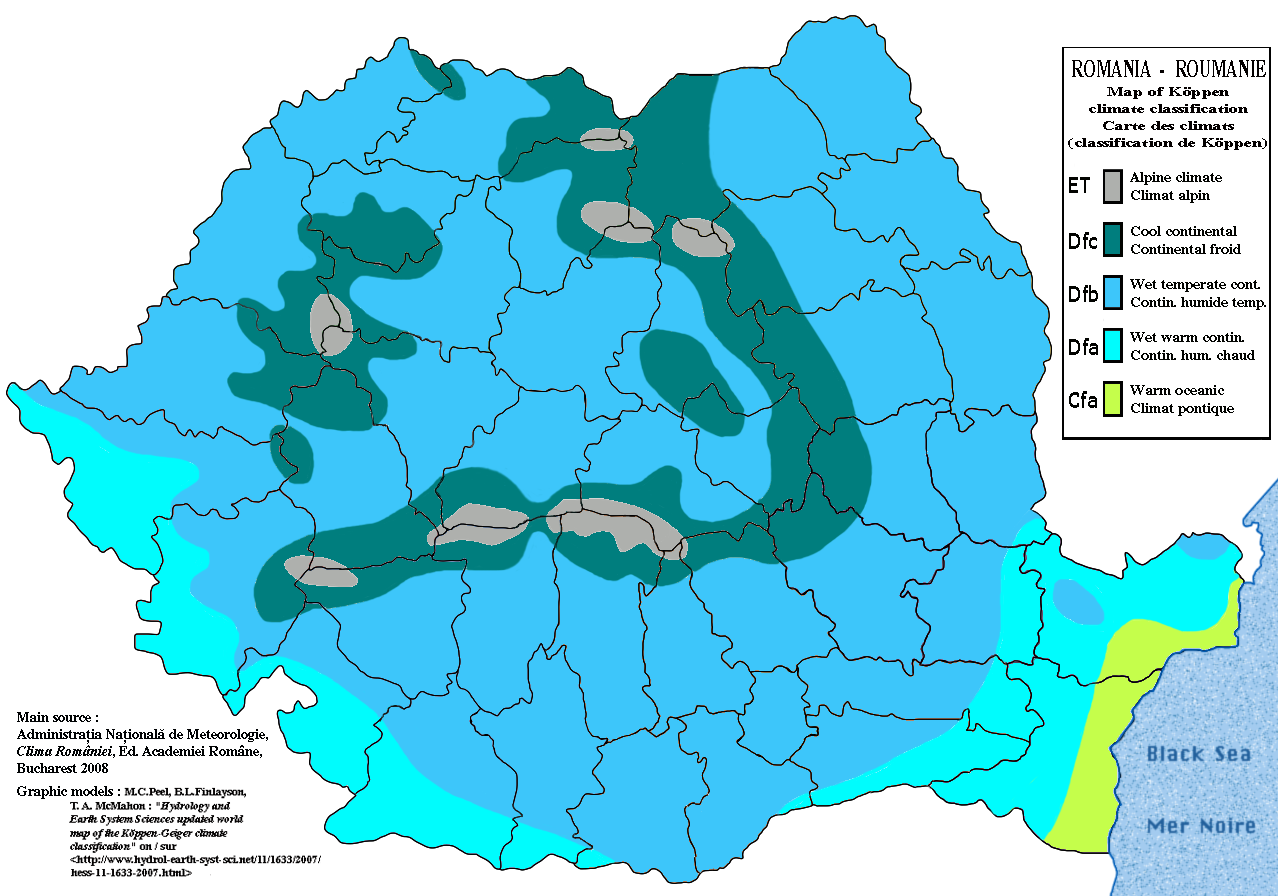
خريطة رومانيا لتصنيف كوبن للمناخ، وفقًا لـ Clima României من الإدارة الوطنية للأرصاد الجوية، بوخارست 2008

بفضل المسافة ما بين البحر المفتوح والجزء الجنوب الشرقي من القارة الأوروبية، مناخ رومانيا يتميز بمرحلة انتقالية ما بين مناخ معتدل ومناخ قاري. وأربعة فصول متميزة. بلغ متوسط درجة الحرارة السنوية 11 ° سلسيوس (52 ° فيرهاد)، في الجنوب و8 ° سلسيوس (46 ° فيرهاد)، في الشمال  أقصى درجات حرارة سجلت في رومانيا هي 44.5 ° سلسيوس (112.1 ° فيرهاد)، في رامنيتشلو عام 1951 وأدنى الحرارات -38.5 ° سلسيوس (-37.3 ° فيرهاد) في بود.
فصل الربيع يتميز بروعته وفي الصباح يكون بارد ومع حلول الليل يصبح الجو حاراً. فصل الصيف يتميز بجو حار جداً والذي يستمر شهرين (يونيو-أغسطس). درجات الحرارة المتوسطة في العاصمة بوخارست 28 ° سلسيوس (82 ° فيرهاد) أما درجات الحرارة المرتفعة بلغت 35 ° سلسيوس (95 ° فيرهاد) أما درجات الحرارة المنخفضة التي سجلت في العاصمة صيفاً بلغت 16 ° سلسيوس (61 ° فيرهاد). فصل الخريف جاف وبارد والذي يتميز بتساقط الأوراق وخاصةً في الشوارع والمناطق السكنية لانتشار أشجار الزيزفون. فصل الشتاء بارد وحتى في المناطقة الجنوبية من رومانيا وتتراوح درجات الحرارة ما بين 2 °سلسيوس (36 °فيرهاد) و−15 °سلسيوس (5 °فيرهاد) في أعلى جبل في رومانيا. تتساقط الأمطار بمعدل 750 ملم (30 بوصة) سنويًا فقط على أعلى قمة من الجبال الغربية، الكثير منها يقع على شكل ثلوج، والذي يسمح بالتزلج على الجليد على نطاق واسع. أما في المناطق الجنوبية الوسطى بالقرب من العاصمة بوخارست تتساقط الأمطار بمعدل 600 ملم، بينما في دلتا الدانوب معدل سقوط الأمطار منخفض جدا بمعدل 370 ملم سنوياً.

### الحيوانات والنباتات
على الأراضي الرومانية اكتشفت أكثر من 3700 نوع من النباتات، حيث سجلت كالتالي: 23 سجلت كنباتات عالمية مهمة، 74 ضائعة، 39 مهدد بالانقراض، 171 نبتة ضعيفة و1253 نباتات نادرة. أكبر ثلاثة مناطق ملائمة لنمو النباتات في رومانيا هن: منطقة جبال الألبينا، الغابات والسهوب.
يعتمد توزع الحيوانات على أساس انتشار النباتات، ففي الغابات والسهوب تنتشر الأرانب، حيوانات أليفة، سنجاب الأرض، طائر التدرج، الحبارى، سمان، الشبوط، السمك القاسي، سمك الرمح، سمك الزندر، قرموط.

## التركيبة السكانية
حسب إحصاءات عام 2024 تعداد الرومانيين هو 19,064,409 نسمة وحسب إحصاءات عام 2002 كان 21,680,974 نسمة  حيث أن 89.5% من سكان رومانيا هم رومانيون،6.6% هم مجريون 1,400,00 نسمة ، 2.5%
روما (غجر) 535,250 نسمة  والباقي إما جرمانيون، أو أوكرانيون، أو روس أو أتراك 0,3% أو تتار 0,3% وغيرهم. بعض المصادر تشير إلى أن تعداد شعب الروما (النور) هو أقل من مما هو عليه في الواقع، الذين يعرفوا باللغة الرومانية ب «تسيغان» (țigani) أي (النور). وتعاني رومانيا من زيادة عدد الوفيات مقارنة مع عدد المواليد لذلك عدد سكان رومانيا بدأ بالانخفاض التدريجي منذ العام 1990م حتى الآن، ويعتقد عام 2050م سيصل عدد السكان إلى 15,9 مليون من 22 مليون بسبب الهجرة، وقلة الإنجاب وحتى تجنب الكثير من الرومان من التفكير بالزواج والاستقرار الاجتماعي، وتعاني رومانيا أيضا من مشكلة الطلاق المنتشرة فيها حيث يبلغ عدد المطلقين يوميا 20 زوج أي (20 رجل و20 امرأة).
- 1920: |||||||||||||||| 16,010,000 نسمة.
- 1930: |||||||||||||||||| 17,870,000 نسمة.
- 1940: ||||||||||||||||||| 19,934,000 نسمة.
- 1950: |||||||||||||||| 16,311,000 نسمة.
- 1960: |||||||||||||||||| 18,403,000 نسمة.
- 1970: |||||||||||||||||||| 20,253,000 نسمة.
- 1980: |||||||||||||||||||||| 22,201,000 نسمة.
- 1990: ||||||||||||||||||||||| 23,207,000 نسمة.
- 2000: |||||||||||||||||||||| 21,698,181 نسمة.
- 2010: |||||||||||||||||||||| 21,466,174 نسمة.

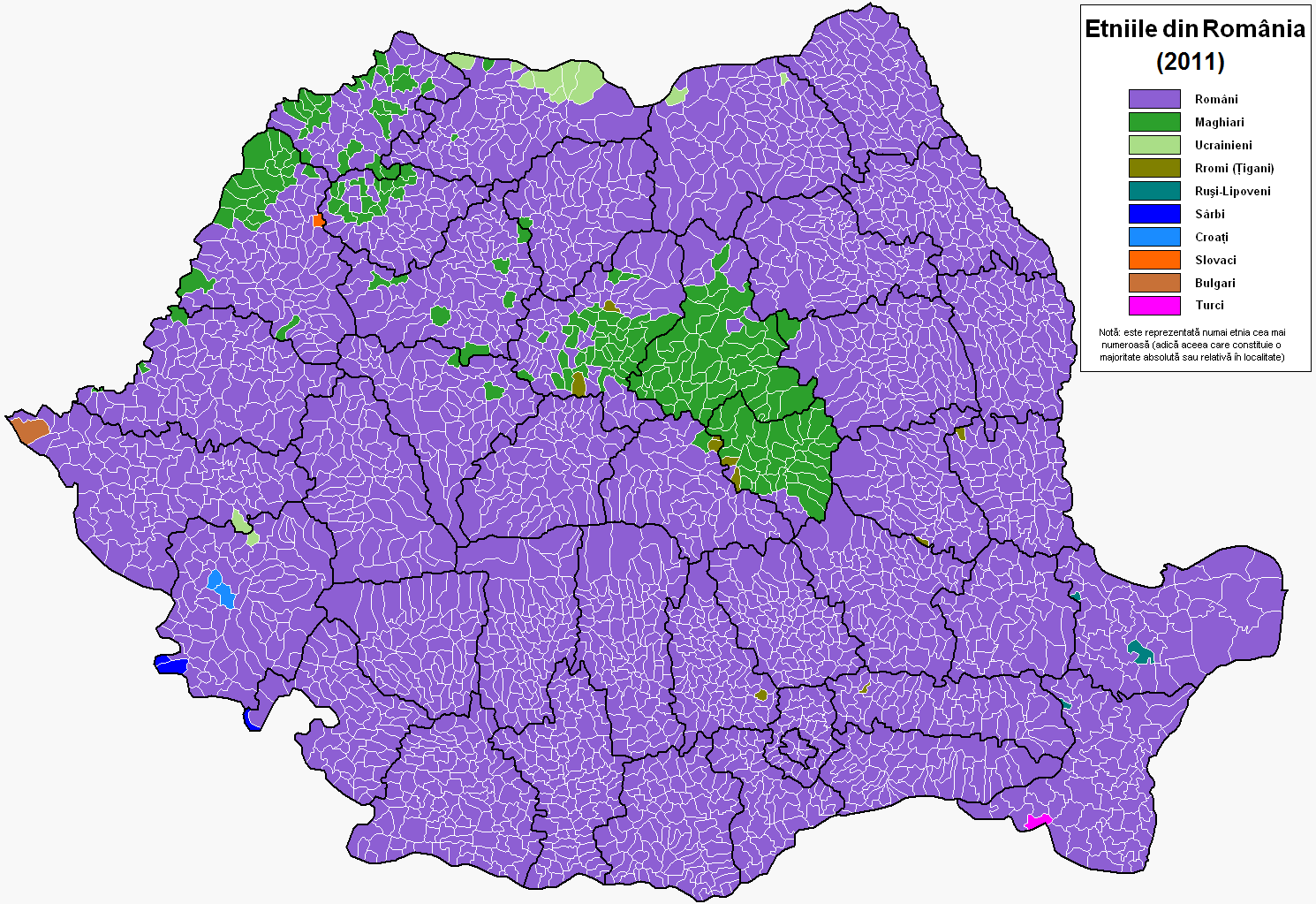
خارطة رومانيا حسب توزع الأفراد, 2011

بلغ عدد الألمان في رومانيا 745,421 نسمة عام 1930، لكن أنخفض العدد إلى 60,000 نسمة حاليا. في عام 1924 بلغ عدد اليهود 796,056 نسمة في المملكة الرومانية. في عام 2009، بلغ عدد المهاجرين في رومانيا 133,000 شخص أغلبيتهم من مولدوفا، تركيا والصين.

### اللغة
اللغة الرسمية هي اللغة الرومانية، التي هي لغة رومانسية من العائلة اللاتينية ضمن اللغات الهندوأوروبية. هذه اللغات تشمل اللغات الإيطالية، الإسبانية، الفرنسيةالبرتغالية والكاتالانية وغيرها.هناك حوالي 26 مليون شخص في العالم يتكلمون الرومانية، معظمهم يعيش في رومانيا ومولدوفا. الأقليات العرقية الأخرى، خاصة الألمان والمجر، يتكلمون لغتهم الأصلية. حوالي 5 ملايين روماني يتكلمون اللغة الإنجليزية، 4-5 مليون يتكلمون الفرنسية. و32,000 من المتكلمون اللغة التركية الأغلبية في مدينة كونستانتسا  و45,000 من المتكلمون اللغة الألمانية.

### الديانة
| \| الديانة في رومانيا \| الديانة في رومانيا \| الديانة في رومانيا \| الديانة في رومانيا \| الديانة في رومانيا \| \| ----------------------------- \| ----------------------------- \| ------------------ \| ------------------ \| ------------------ \| \| الديانة \| الديانة \| \| النسبة \| النسبة \| \| أرثوذكسية شرقية \| أرثوذكسية شرقية \| \| 86.7% \| 86.7% \| \| بروتستانتية \| بروتستانتية \| \| 5.2% \| 5.2% \| \| الكنيسة الرومانية الكاثوليكية \| الكنيسة الرومانية الكاثوليكية \| \| 4.7% \| 4.7% \| \| الكنائس الكاثوليكية الشرقية \| الكنائس الكاثوليكية الشرقية \| \| 0.9% \| 0.9% \| \| الإسلام \| الإسلام \| \| 0.3% \| 0.3% \| |                               |  |        |        |
| الديانة في رومانيا |                               |  |        |        |
| الديانة | الديانة                       |  | النسبة | النسبة |
| أرثوذكسية شرقية | أرثوذكسية شرقية               |  | 86.7%  | 86.7%  |
| بروتستانتية | بروتستانتية                   |  | 5.2%   | 5.2%   |
| الكنيسة الرومانية الكاثوليكية | الكنيسة الرومانية الكاثوليكية |  | 4.7%   | 4.7%   |
| الكنائس الكاثوليكية الشرقية | الكنائس الكاثوليكية الشرقية   |  | 0.9%   | 0.9%   |
| الإسلام | الإسلام                       |  | 0.3%   | 0.3%   |

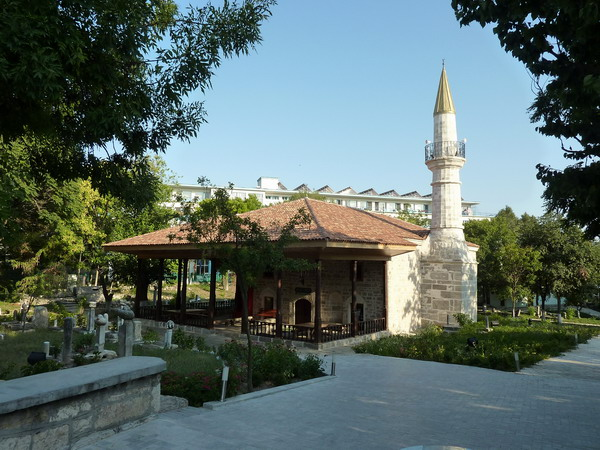
مسجد أسمهان سلطان يقع في مانغالايا وهو أقدم معلم إسلامي من رومانيا. وتم بنائه عام 1575م

رومانيا دولة علمانية، لذا لا يوجد دين للدولة. الهيئة الدينية المهيمنة هي الكنيسة الأرثوذكسية الرومانية؛ يشكل أعضاؤها يشكلون 86,7٪ من السكان وفقا لتعداد عام 2002. غيرها من الطوائف المسيحية الكاثوليكية الرومانية الهامة تشمل (4.7 ٪)، البروتستانتية (3.7 ٪)، خمسينيه (1.5 ٪) والرومانية اليونانية الكنيسة الكاثوليكية (0.9 ٪).
يوجد في رومانيا أقلية مسلمة تتركز في دبروجة، ومعظمهم من الأتراك ويبلغ عددهم حوالي 67,500 نسمة. يوجد في رومانيا 74 مسجداً منها 24 مسجداً أثرياً قديماً كمسجد هونكيار بني سنة (1278هـ -1861م)، ومسجد أنادولكيوي، ومسجد باباداغ، ومسجد عصمهان سلطان ومسجد همزجا.
ووفقا لنتائج التعداد السكاني لعام 2002، هناك 66,846 مواطن روماني من الموحدين (0.3 ٪ من مجموع السكان).
في عام 1918, أغلبية السكان من ترانسيلفانيا كانوا تابعون للكنيسة الرومانية المتحدة مع روما، واليونانية الكاثوليك. أما الكنيسة الرومانية الكاثوليكية وبروتستانتية فيتركز وجودها في ترانسيلفانيا وكريشانا. في بيهور، يوجد مركز الكنيسة المعمدانية من رومانيا ، بلغ عددهم 22,294 نسمة.
يوجد في رومانيا 18.300 كنيسة حسب إحصائيات أغسطس 2010 

### الصحة
الصحة في رومانيا تعدّ فقيرة حسب المعايير. في عام 2001 أنفق ما يعادل 5-6% من الناتج المحلي الإجمالي. في عام 2005 كان 1.9 طبيب و7.4 سرير مستشفى لكل 1000 مريض. بلغ عدد الأطباء في رومانيا 50,000، حسب بعض التقديرات من أكتوبر 2009، أما راتب الطبيب يتراوح ما بين 170 و340 يورو شهريا في المستشفيات الحكومية.
في أغسطس 2010، وصل عدد المستشفيات إلى 425 مستشفى ، منها 16 مستشفى تابعة للخطوط السكك الحديدية الرومانية. في مايو 2010، 4.1 مليون روماني يدفعون مقابل العلاج، أما 11.6 مليون لا يدفعون (معافون) لأسباب مختلفة. في مايو 2010، بناء على حوارات الحكومة مع صندوق النقد الدولي من أجل إغلاق 150-200 مستشفى من 425، وتوزيع الأطباء والممرضين من المستشفيات المغلقة على مستشفيات أخرى. في 1 أبريل 2011، قامت وزارة الصحة الرومانية بإغلاق 67 مستشفى من أجل تحويلها إلى مأوى للكبار بالعمر.

## السياسة

### النظام السياسي

نيكوشور دان
الرئيس المؤقت
منذ عام 2025

إيلي بولوجان
رئيس الوزراء
منذ عام 2023

ويعتمد دستور رومانيا على دستور الجمهورية الخامسة الفرنسية ، وتمت الموافقة عليه في استفتاء وطني في 8 ديسمبر 1991. الموافقة على الاستفتاء الذي أجري في تشرين الأول 2003 79 التعديلات على الدستور، وجعلها منسجمة مع أوروبا اتحاد التشريع. تم عقد استفتاء في أكتوبر 2003 وتم الموافقة على 79 تعديل على الدستور، لجعلها متطابقة مع تشريعات الاتحاد الأوروبي. يعتمد حكم البلد على أساس التعددية الحزبية والنظام الديمقراطي وفصل السلطات التشريعية والتنفيذية والقضائية.
نظام رومانيا هو نظام نصف رئاسي نظام برلماني جمهوري ديمقراطي، حيث تنظم المهام التنفيذية من قبل رئيس الوزراء. يتم اختيار الرئيس من خلال الانتخابات الشعبية لدورتين كحد أقصى، وحسب التعديلات الدستورية عام 2003 أصبحت الفترة الرئاسية 5 سنوات. ويقوم الرئيس المنتخب بتعين رئيس الوزراء، وبدوره يعين مجلس الوزراء (مقرهم في قصر النصر الروماني. الفرع التشريعي الحكومي، يسمون كلهم مجتمعين البرلمان الروماني (مقرهم قصر البرلمان الروماني)، يتألف من برلمان من مجلسين- مجلس الشيوخ الروماني 140 عضو ومجلس النواب الروماني 346 عضو. وينتخب أعضاء المجلسين السابقيين كل أربع سنوات تحت نظام من قائمة الأسماء الانتخابية (Party-list proportional representation).
النظام القضائي مستقل عن غيره من فروع الحكومة، ويتكون من نظام التسلسل الهرمي للمحاكم والتي بلغت ذروتها في ذروتها في المحكمة العليا للنقض والعدالة (Înalta Curte de Casație și Justiție) ، هي المحكمة العليا في رومانيا. وهناك أيضا محاكم الاستئناف، ومحاكم على مستوى المقاطعات ومحاكم محلية. تأثر بشدة النظام القضائي الروماني بالقانون الفرنسي  باعتبار أنه يقوم على أساس قانون مدني والتحقيقي. المحكمة الدستورية في رومانيا (Curtea Constituțională) هي المسؤولة عن الحكم على الالتزام بالقوانين والأنظمة الحكومية الأخرى من الدستور الروماني والذي هو القانون الأساسي للبلاد.
الدستور. والذي أدخل في عام 1991, يمكن تعديله فقط عن طريق الاستفتاء العام، وكان أخرها عام 2003. منذ تلك التعديلات، قرارات المحكمة لا يمكن التعديل عليها من قبل الأغلبية البرلمانية.
انضمت رومانيا إلى الاتحاد الأوروبي في عام 2007  لقد كان لها تأثير كبير على سياستها الداخلية. كجزء من العملية، قامت رومانيا بالإصلاحات بما في ذلك الإصلاح القضائي، وزيادة التعاون القضائي مع الدول الأخرى، وتدابير لمكافحة الفساد. ومع ذلك، في تقرير بروكسل لعام 2006، رومانيا وبلغاريا وصفا بأكثر الدول فسادا في الاتحاد الأوروبي ، وصفت بأكثر الدول فسادًا في الاتحاد الأوروبي من قبل الشفافية الدولية في 2009، جنبا إلى جنب مع دولتين أخرى ين من البلقان هما بلغاريا واليونان.

### العلاقات الخارجية

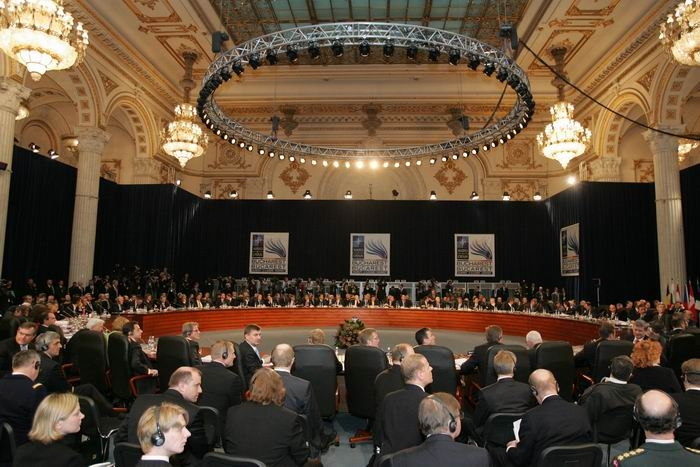
قمة حلف شمال الأطلسي عام 2008 في بوخارست.

منذ كانون الأول/ديسمبر عام 1989، سعت رومانيا إلى تعزيز علاقتها مع الغرب عمومًا، وبالذات مع الولايات المتحدة الأمريكية والاتحاد الأوروبي. وانضمت رومانيا إلى كل من منظمة حلف شمال الأطلسي (الناتو) في 29 آذار/مارس 2004، الاتحاد الأوروبي في 1 كانون الثاني/يناير 2007، في حين أنها كانت قد انضمت إلى صندوق النقد الدولي والبنك الدولي في عام 1972، وهي عضو مؤسس في منظمة التجارة العالمية. [بحاجة لمصدر]
وذكرت الحكومة الحالية هدفها المتمثل في تعزيز العلاقات مع الآخرين ومساعدة بلدان أوروبا الشرقية (وخاصة أوكرانيا ومولدوفا وجورجيا) في عملية الاندماج مع الغرب.
حققت رومانيا أمورًا واضحة منذ أواخر التسعينات بدعمها لحلف شمال الأطلسي ومن أجل عضوية الاتحاد الأوروبي للجمهوريات الديمقراطية السوفياتية السابقة في أوروبا الشرقية والقوقاز. كما أعلنت رومانيا تأييدها لكل من تركيا وكرواتيا ومولدوفا للانضمام إلى الاتحاد الأوروبي. تتشارك رومانيا مع تركيا بعلاقة اقتصادية ممتازة. وبسبب وجود أقلية مجرية، عملت على تطوير علاقتها الخارجية مع المجر.
في كانون الأول/ديسمبر 2005، وقع الرئيس الروماني ترايان باسيسكو والولايات المتحدة مع وزيرة الخارجية كوندوليزا رايس على اتفاق تم بموجبه السماح بوجود عسكري أمريكي وخاصة في الجزء الشرقي من البلاد.
وفي أيار/مايو 2009، أعلنت وزيرة الخارجية الاميركية هيلاري كلينتون أن «رومانيا واحدة من الشركاء الجديرين بالثقة والاحترام للولايات المتحدة الأمريكية» وذلك خلال الزيارة التي قام بها وزير الخارجية الروماني.
تعدّ العلاقات الرومانية المولدوفية حالة خاصة مقارنة مع باقي الدول بفضل اشتراك الدولتان بنفس اللغة والتاريخ. برزت حركة الوحدة الرومانية الملدوفية والتي دعت إلى توحيد مولدوفا مع رومانيا والتي ظهرت في وقت مبكر في التسعينات بعدما حقق كلا البلدين التحرر من النظام الشيوعي.، ولكن تلاشت في منتصف التسعينات، حينما قرر البرلمان المولدوفي تأسيس جمهورية مولدوفية مستقلة عن رومانيا. ما زالت رومانيا مهتمة بالعلاقات الاقتصادية مع مولدوفا ورفضت الاتفاق الألماني السوفييتي. ولكن لم يتمكن البلدان من الوصول إلى اتفاق على معاهدة أساسية ثنائية.

### التقسيمات الإدارية

خريطة أقاليم ومقاطعات رومانيا

رومانيا مقسمة إداريا إلى 41 مقاطعة (județe) إضافة إلى بلدية بوخارست.

### أهم المدن
بوخارست هي عاصمة البلاد وأكبر مدنها (حوالي مليوني نسمة) 
رومانيا تملك خمسة مدن من بين أكبر مئة مدينة أوروبية من حيث عدد السكان وهن:
المدن المهمة الأخرى هي: ياش (حوالي 285,868 نسمة)، كلوج-نابوكا (حوالي 298,156 نسمة)، تيميشوارا (حوالي 283,121 نسمة)، كرايوفا(حوالي 296,079 نسمة) "حسب إحصائيات عام 2010م. والمدن ذات تعداد سكاني أكبر من 200,000 هن: غالاتس، براشوف، بلويشت، برايلا وأوراديا. والباقي 13 مدينة تعدادها السكاني حوالي 100,000 نسمة. انظر أيضا قائمة مدن رومانيا وأقاليم رومانيا.
في الوقت الحاضر، أكبر المدن تملك تجمع حضري: كونستانتسا (450,000 نسمة)، ياش وبراشوف كلاهما (400,000 نسمة)، كرايوفا (335,000 نسمة) وأوراديا (260,000 نسمة) وغيرها مثل: تيميشوارا، برايلا-غالاتس، باكاو وبلويشت.
توجد في رومانيا 312 مدينة، 24 منها عدد سكانها يتجاوز 100,000 نسمة. المدينة الأكثر اكتظاظا هي العاصمة بوخارست (2,192,372 نسمة)، أما أصغر مدينة من حيث عدد السكان هي بورسيك (2,864 نسمة). نسبة السكان في المدينة (الحضر) تبلغ 53.92% عام 2006.

## الاقتصاد والبنية التحتية
بعد سلسلة من عمليات الخصخصة والإصلاحات في أواخر التسعينات وحتى ما بعد عام 2000، التدخل الحكومي في الاقتصاد الروماني أقل بعض الشيء مقارنة بالاقتصادات الأوروبية الأخرى. في 2005، استبدال نظام الحكومي في رومانيا (الضريبة التصاعدية) بضريبة ثابتة 16% على الدخل الشخصي وأرباح الشركات. مما أدى إلى امتلاك البلاد أدنى عبء مالي (عبء ضريبي) في الاتحاد الأوروبي،  وهو عامل ساهم في نمو القطاع الخاص. ويعتمد الاقتصاد الروماني على الخدمات، والتي تمثل 51,2% من الناتج الإجمالي المحلي، مع أن الزراعة والصناعة تعدّ مهمتان في الاقتصاد الروماني، يشكلون 36 ٪ و12.8 ٪ من الناتج المحلي المحلي، على التوالي. في عام 2006، 29.6% من الشعب الروماني يعملون في الزراعة وعمليات الإنتاج الأولية.
منذ 2000، اجتذبت رومانيا كميات متزايدة من الاستثمارات الأجنبية، لتصبح إحدى أكبر مقاصة الاستثمارات من أوروبا الشرقية والمتوسطة. الاستثمارات الأجنبية المباشرة بلغت €8.3 مليار في 2006. وفقا لتقرير البنك الدولي لعام 2006، احتلت رومانيا المركز 56 من أصل 183 من حيث سهولة ممارسة أنشطة الأعمال (Ease of Doing Business Index) أفضل من بعض دول الجوار مثل التشيك. أضف إلى ذلك، حسب دراسات معينة يحكم أن تكون الثانية في العالم من حيث سرعة الإصلاح الاقتصادي بعد جورجيا في عام 2006.
نمى الناتج القومي الروماني في 2001 - 2003 بالرغم من الوضع الاقتصادي الصعب بنسبة 4.9% على حدة. في عام 2004 نمى بنسبة 7-8%. بلغ الناتج المحلي الإجمالي لرومانيا 404,7 مليار لي روماني أي 18,791 للفرد عام 2007  تعدّ رومانيا دولة ذات دخل متوسط 
أرتفع الناتج المحلي الإجمالي عام 2008م بنسبة 7.1% وبلغت قيمته 503,959 مليار لي روماني (136,8 مليار يورو).
بعد سقوط الشيوعية أصبحت رومانيا دولة مستقرة اقتصاديا ممثلة بنمو اقتصادي مستقر وانخفاض البطالة والتضخم الاقتصادي. تبلغ نسبة البطالة حوالي 10%.
بلغ الراتب المتوسطي في رومانيا 1.839 لي روماني في مايو 2009، ما يعادل €442.48 (US$627.70) على أساس أسعار الصرف العالمية، و$1110.31 تعادل القدرة الشرائية. في عام 2009 أنكمش الاقتصاد الروماني نتيجة الأزمة المالية 2007. انخفض الناتج المحلي الإجمالي ب 7.2% في الربع الرابع من عام 2009 مقارنة مع نفس الفترة من العام الماضي. وبلغ العجز في الميزانية لعام 2009 7.2 ٪ من الناتج المحلي الإجمالي. نمو الناتج الصناعي 6.9 ٪ سنويًا في ديسمبر 2009، وهي أعلى نسبة في الاتحاد الأوروبي.

### الزراعة

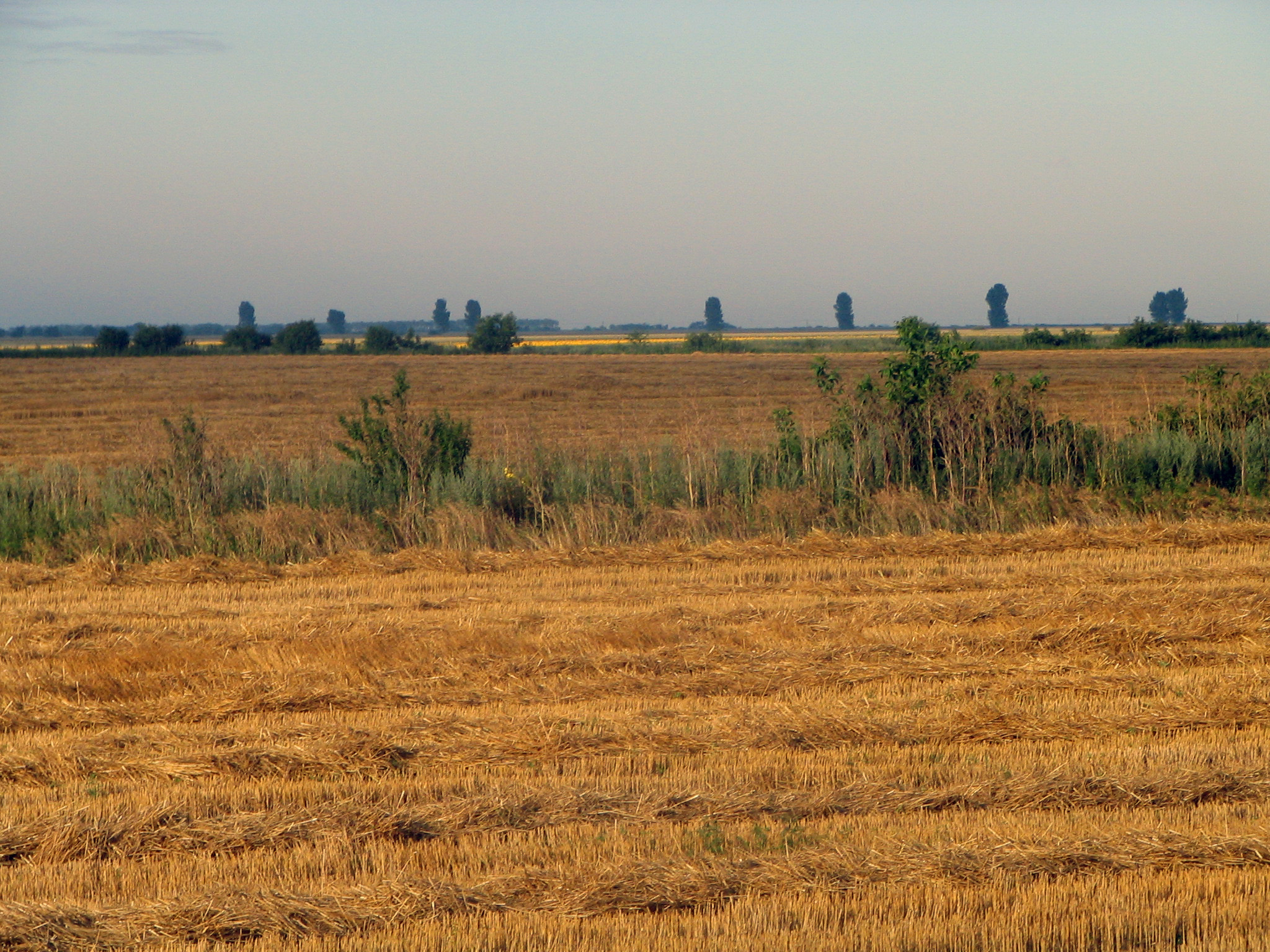
حقول زراعية في مقاطعة كالاراش

تملك رومانيا ما يقارب 14,7 مليون هكتار من الأراضي الزراعية، 10 ملايين هكتار منها أراضي صالحة للزراعة. في نوفمبر 2008، كشف تقدير أن 6.8 مليون هكتار لا تستعمل للزراعة. وفقا للمعهد الوطني للإحصاء، في 2006 991,000 هكتار مزروع بعباد الشمس و191,000 مزروع بفول الصويا. كان إنتاج الحبوب في 2006 15.1 مليون طن بالإضافة إلى 5.3 مليون طن من القمح و8.6 مليون طن من الذرة. في 2007، دمر الجفاف الحاد 60% من المحاصيل.
يشكل القطاع الزراعي أهم قطاعات الاقتصاد الروماني، كما يشكل قطاع الصادرات جزء مهم من الاقتصاد الروماني. تستورد رومانيا الحمضيات بجميع أنوعها البرتقال، الليمون، الجريفوت إضافة إلى البندروة والخيار والبطيخ من تركيا، الأردن.و أهم الشركاء التجاريين لرومانيا هم إيطاليا وألمانيا.

### الصناعة
تطورت الصناعة في رومانيا في السنوات الأخيرة. وشكلت كل من الصناعة والبناء ما يقارب 32 ٪ من الناتج المحلي الإجمالي في عام 2003. يشكل العاملون في هذا القطاع 26.4% من الأيدي العاملة في البلاد. تصنع رومانيا: السيارات، الآلات التشغيل ومودا كيمائية.

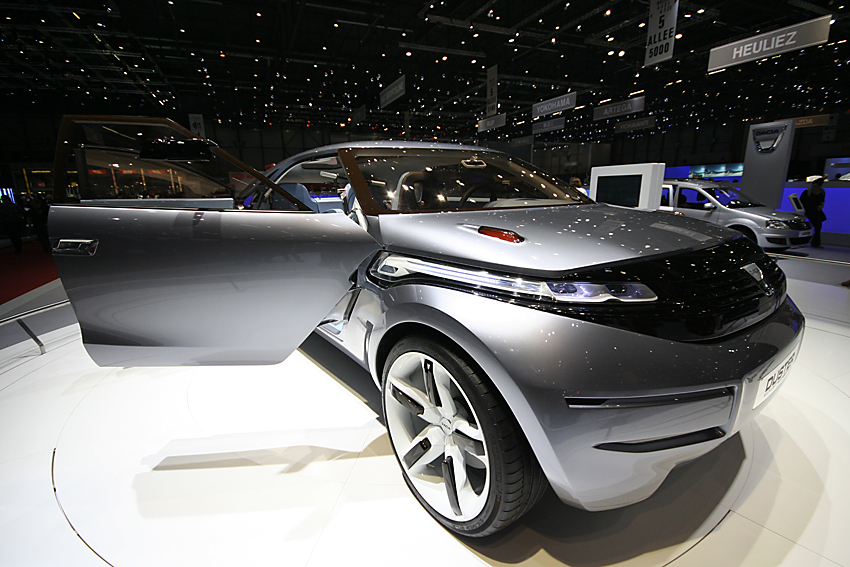
داسيا دستر في معرض جنيف الدولي للسيارات، 2009

تعدّ شركة داسيا الرومانية لصناعة السيارات من أفضل ما قدمته الصناعة الرومانية والممثلة في داسيا لوغان، داسيا سانديرو وداسيا دستر والتي حققت مبيعات كبيرة في رومانيا، أوروبا، تركيا، سوريا وغيرها.

### النقل والمواصلات

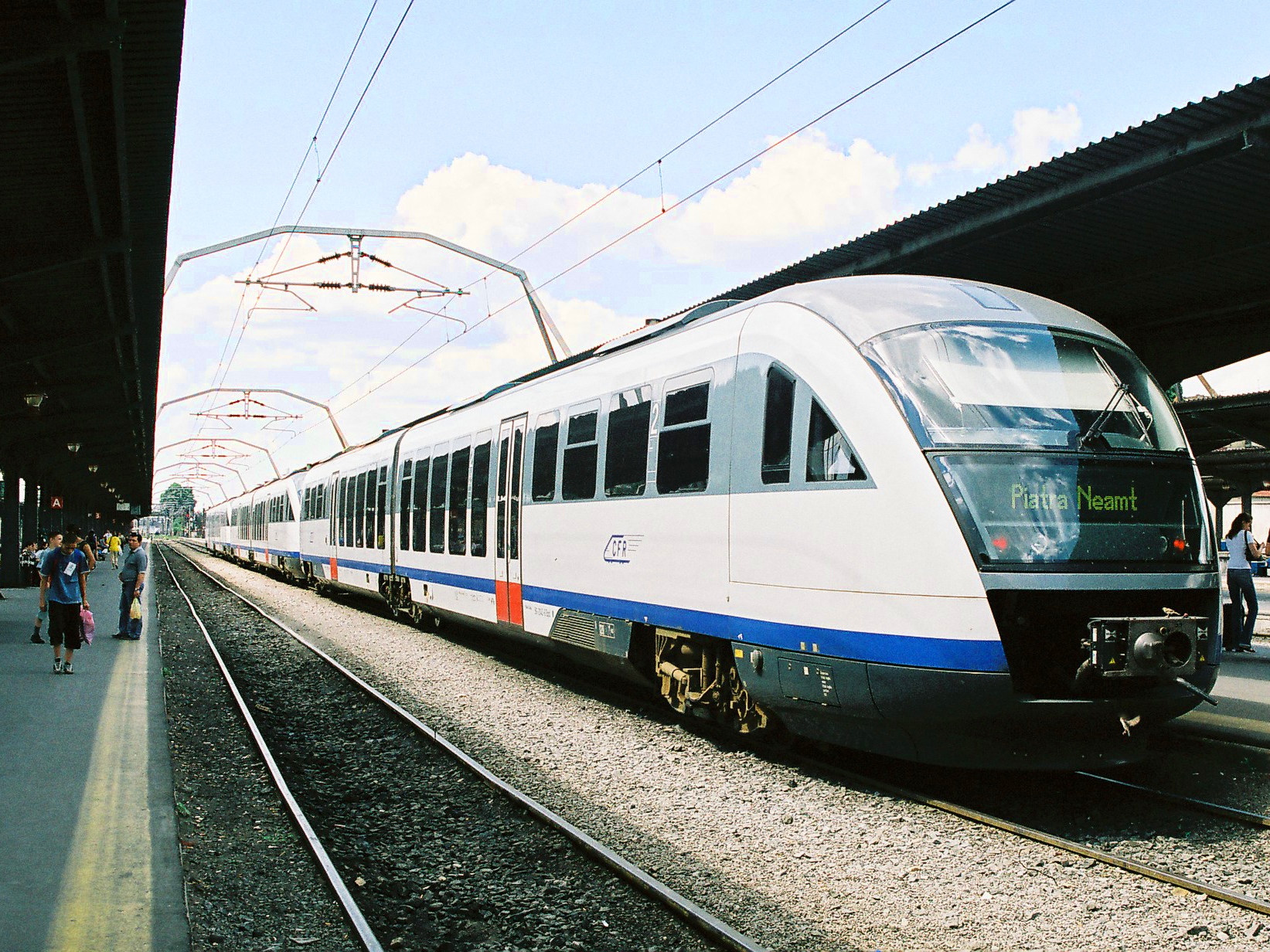
CFR

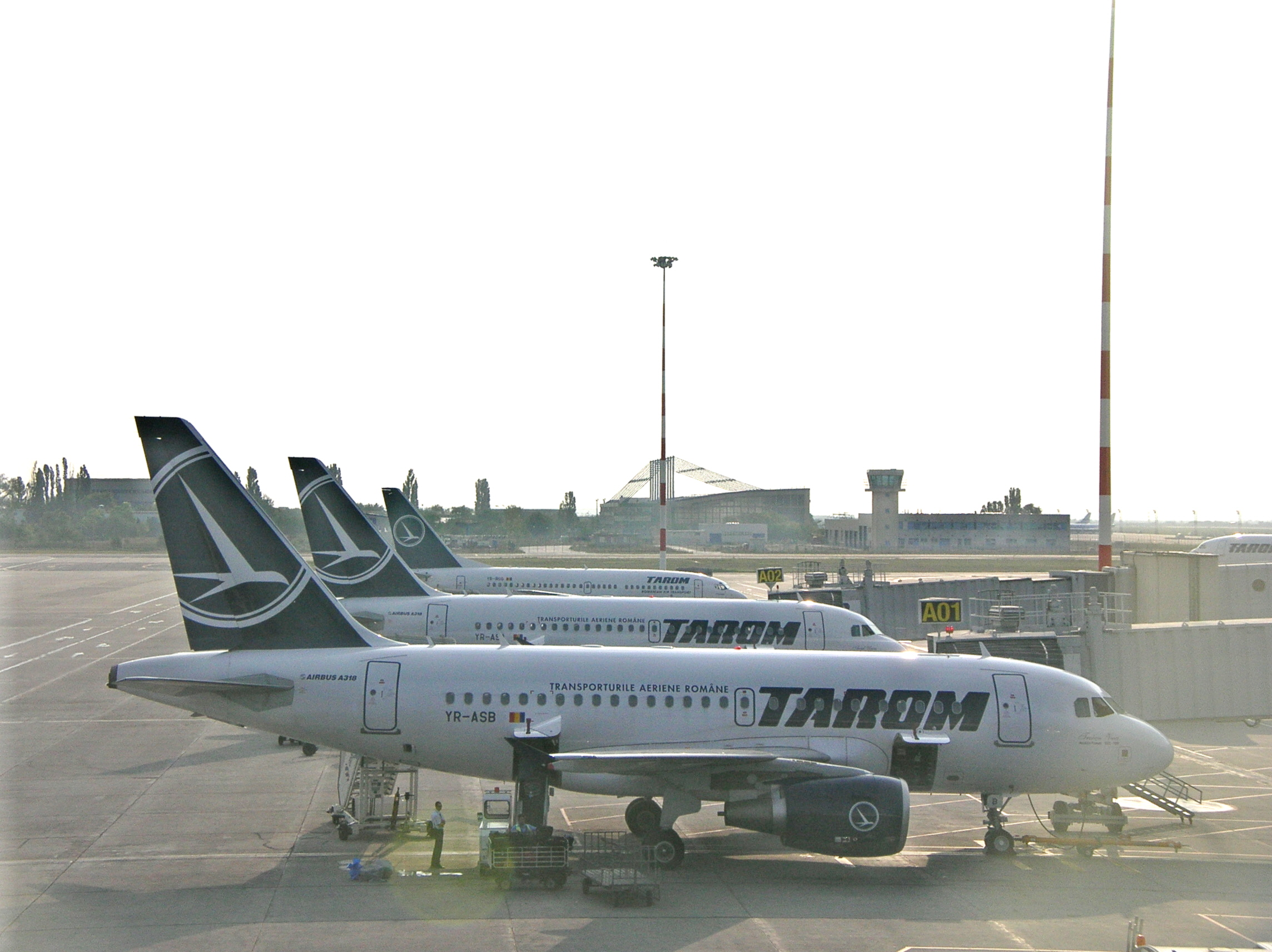
طائرات تابعة لشركة تاروم الرومانية

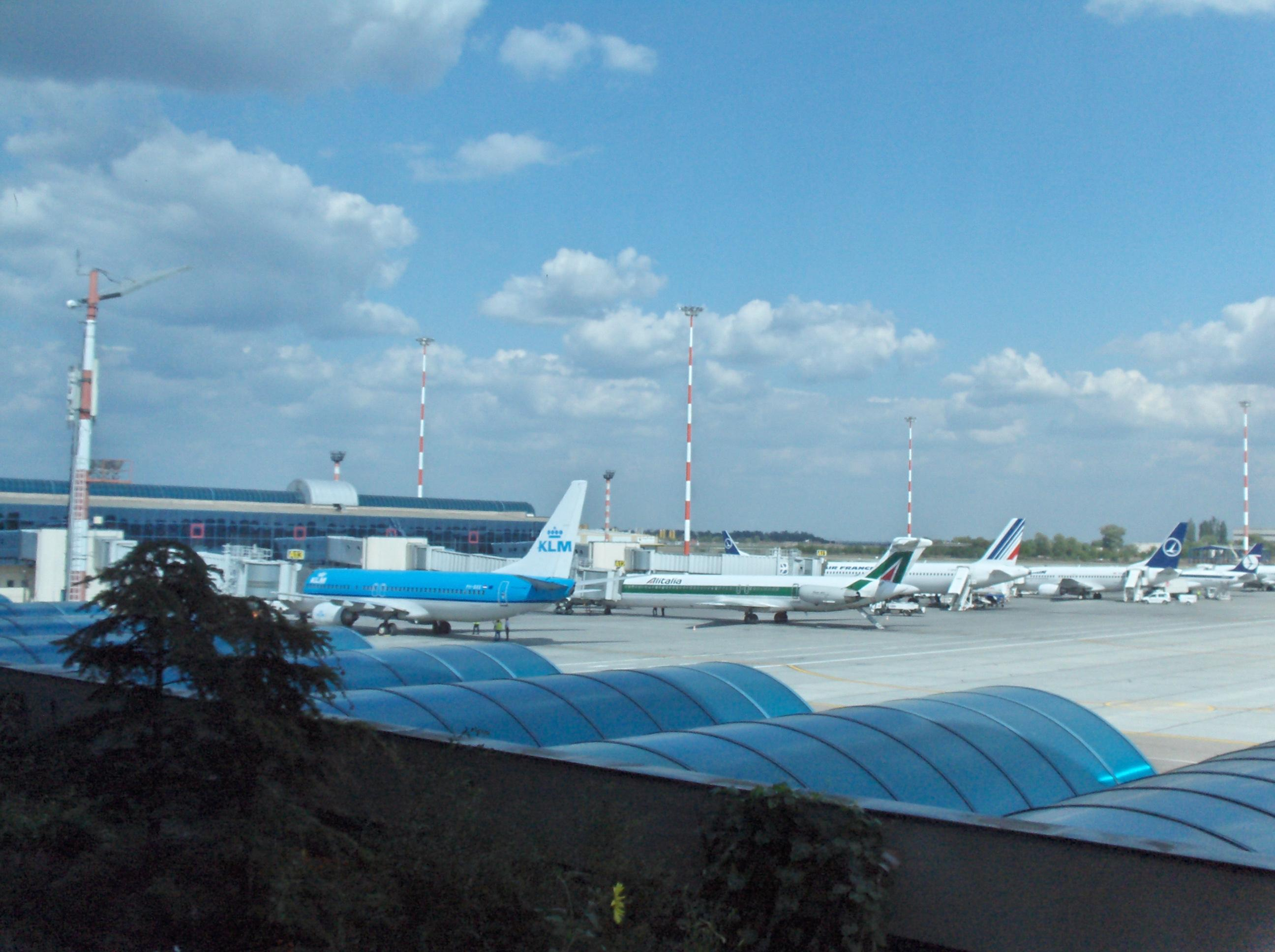
مطار هنري كواندا الدولي في بوخارست

خريطة تبين الطرق الرئيسية التي تربط المدن في رومانيا

تمتلك رومانيا موقع إستراتيجي مهم يهئ استخدام عدة أنواع من النقل، الذي يربط جنوب أوروبا مع شمالها وغربها مع شرقها. أضف إلى ذلك أن رومانيا تؤمن نقل بين دول الاتحاد الأوروبي نفسه ومع الدول الأخرى خارج الاتحاد الأوروبي مثل : روسيا، تركيا، الدول العربية وغيرها. إضافة إلى الصين.
على الرغم من كل هذه الميزات إلا أنها أقل تطورا أقتصاديا من دول غرب أوروبا.
في السنوات الأخير قامت رومانيا بالإنفاق من أجل بناء وتطوير الشوارع والجسور والأنفاق حسب المعايير الأوروبية  وبدعم من ISPA
في عام 2009 تم إنهاء 280 كم من الشوارع الرئيسية والتي تربط المدن الكبرى مع بعضها البعض مثل: A1 (رومانيا) من بيتشت إلى العاصمة بوخارست وA2 (رومانيا) من بوخارست إلى تشيرنافودا. وشارع ترانسيلفانيا الذي يربط براشوف مع أوراديا PCTF Borș وبوخارست مع براشوف، تشيرنافودا مع كونستانتسا، توردا مع ديج، نادلاك مع اراد مع تيميشوارا، بوخارست مع روشيوري دي فيدي - كرايوفا.
أما على مستوى المطارات تملك رومانيا 17 مطار منهم دولي يوفر رحلات إلى جميع دول أوروبا إضافة إلى أمريكا، اسيا، أفريقيا. منهم 12 يتبعون وزارة النقل والمواصلات الرومانية، وانخفض عدد الموظفين إلى 438 (عام 2010م) من 894 (عام 2009م). وتشهد المطارات الرومانية فترة تطوير الطائرات والمدرجات وبناء المطار نفسه.
بتاريخ 18/9/1954م تأسست شركة تاروم (الخطوط الرومانية للطيران). منذ البداية شركة تاروم وفرت رحلات لجميع دول أوروبا تقريبا وبعد عام 1966 وفرت رحلات ما بعد المحيط الأطلنطي وعام 1974م إلى سدني، نيويورك، بكين وغيرها.
و في عام 2004م تأسست أول شركة طيران في رومانيا ذات أسعار رخيصة بلو اير والتي توفر رحلات إلى فرنسا، ألمانيا، إيطاليا، بلجيكا، إيرلندا وإسبانيا إضافة إلى الرحلات الداخلية.

### السياحة
في السنوات الأخيرة أصبحت رومانيا منطقة جذب للسياح من مختلف أنحاء العالم (60% منهم من الاتحاد الأوروبي) أغلبهم من بلغاريا، إيطاليا، إسبانيا واليونان. إلى مناطق سياحية مثل شاطئ نيبتون، مامايا، مانغالايا، ساتورن، فينوس واوليمب.
وفي فصل الشتاء تمتلئ المناطق الجبلية مثل : فالايا براهوفي، بويانا براشوف بالسائحين والمواطنيين الرومانيون الذين يبحثون عن عطلة جميلة في جبال رومانيا ورخيصة إذا ما قورنت بتلك الرحلات في ألمانيا وإيطاليا، لكن بعد انضمام رومانيا إلى الأتحاد الأوروبي بدأت الأسعار بالارتفاع وتحسن بمستوى الخدمات وانتشار الفنادق ذات الأربع والخمسة نجوم. وتوجد في رومانيا مناطق سياحية أثرية مثل المناطق التاريخية في مركز العاصمة الرومانية بوخارست.
بلغت عائدات السياحة عام 2003 حوالي 780 مليون دولار أمريكي، كما بلغ عدد السياح حوالي 5,6 مليون سائح. تتركز المناطق السياحة على الساحل الروماني على البحر الأسود بالإضافة إلى المنطقة الجبلية وسياحة المدن.

### المعادن
لدى رومانيا احتياطات نفط، غاز طبيعي، فحم، حديد، رخام وأملاح. ووقعت رومانيا عقود مع الدول المجاورة : بلغاريا، تركيا، روسيا، أذربيجان، لبيع النفط والغاز من خلال أنابيب قد تم مده في أعماق البحر الأسود.

## الثقافة
رومانيا لديها ثقافة فريدة من نوعها، والتي هي نتاج جغرافيتها وتطورها التاريخي. وتعرف أساسا على أنها نقطة التقاء ثلاث مناطق: أوروبا الوسطى وأوروبا الشرقية، والبلقان، ولكن لا يمكن أن تدرج حقا في أي منها 

### الموسيقى
بعض الموسيقيين الرومانيون المشهورون بعد الحرب العالمية الثانية مثل ماريا تاناسي، تودور غيورغي وعازف الناي جورج زامفير الذي باع أكثر من 120 مليون ألبوم في جميع أنحاء العالم.

### الفنون

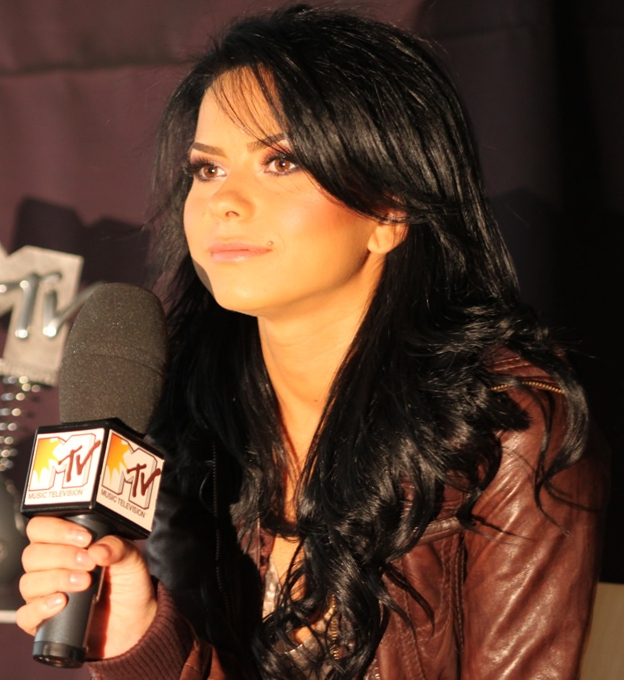
اينا مغنية وراقصة رومانية مشهورة

بدأ النظام الموحد من الأدب الروماني بالتطور مع الثورات من 1848 واتحاد ضفتان الدانوب عام 1859. بدأت الحوارات عن أصل الرومان في نهاية القرن الثامن عشر وبداية القرن التاسع عشر، بدأ العلماء الأرداليين والمولدوفيين في البحث عن الأصول الرومانية في فرنسا، إيطاليا وألمانيا. تم دمج الثقافة الفرنسية والألمانية بالثقافة الرومانية وظهرت بعض من الكلاسكيات الأدب الروماني بمساعدة بعض من الفنانيان مثل: ميهاي إمينسكو (ويجد له تمثال في مدينة ياش بجانب مكتبة جامعية تسمى فيرديناند الأول مسرح ميهاي إمنيسكو في مدينة بوتوشاني)، جيورجي كوشبوك وإيوان سلافيتش.
وإن لم تكن مشهورة خاصة خارج البلاد، إلا أنها موضع تقدير على نطاق واسع داخل رومانيا هؤلاء الكتاب عملوا على ولادة الأدب الروماني الحديث. ويعدّ الشاعر ميهاي إمينسكو الأكبر والأكثر تأثيرا في الشعر الروماني، ولا سيما قصيدة Luceafărul  ومن أبرز الكتاب في النصف الثاني من القرن 19 ميهايل كوجالنيشينو (أيضا أول رئيس وزراء رومانيا)، فاسيلي أليكساندري، نيكولاي بالتشيسكو، أيون لوكا كاراجياله وأيون كريانغا.

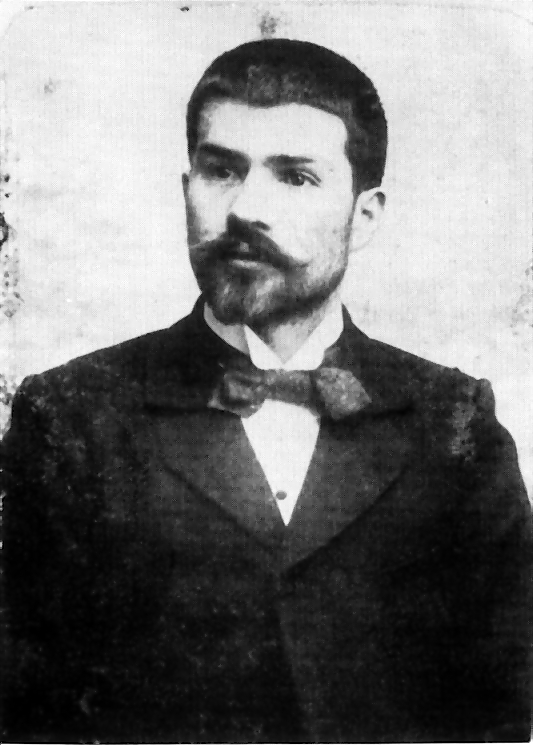
كونستانتين برانكوشي، نحات بارز

والنصف الثاني من القرن العشرون أعتبر من قبل كثير من المختصون العصر الذهبي للثقافة الرومانية. ومن أبرز الفنانين الرومان كان النحات كونستانتين برانكوشي. واحده من أعماله عصفور ي الفضاء بيعت بسعر 27.5 مليون دولار أمريكي في 2005 وهو سعر قياسي لقطعة نحت.
في الفترة ما بين الحربين العالميتين، كتاب مثل: تودور أرغيزي، لوتشيان بلاغا، أيوجين لوفينيسكو، أيون باربو، ليفيو ريبريانو بذلوا جهود لمزامنة الأدب الروماني مع الأدب الأوروبي في ذلك الوقت.
بعد الحربين العالميتين، فرضت رقابة صارمة وشديدة. وفرضت رقابة على السكان. لكن جيلو ناوم، نيكيتا ستانيسكو، مارين سوريسكو أو مارين بريدا استطاعوا التهرب من تلك الرقابة وكانوا قادة النهضة الصغيرة في الأدب الروماني. في حين أن الكثير منهم لم يستطيعوا الحصول على جائز دولية بسبب الرقابة الأمنية المشددة مثل: كونستانتين نويكا، باول غوما وميرتشا كارتاريسكو وقد نشرت أعمالهم في الخارج على الرغم من أنهم سجنوا لأسباب سياسية مختلفة.
اختار بعض الفنانين مغادرة البلاد للأبد وأستمروا في تقديم مساهمات في المنفى. من بينهم أوجين يونسكو، ميرتشا إلياده إميل سيوران أصبحوا مشهورين بفضل أعمالهم. شخصيات أدبية الأخرى التي تتمتع بشهرة خارج البلاد وتشمل الشاعر باول تسيلان والحائز على جائزة نوبل إيلي فيزيل من الناجين من المحرقة. وأيضا الروائية والشاعرة وكاتبة المقالات هيرتا مولر حاصلة أيضا على جائزة نوبل في الأدب عام 2009.
حققت السينما الرومانية مؤخرا اشادة في جميع أنحاء العالم مع ظهور أفلام مثل وفاة السيد ازارسكو، من إخراج كريستي بويو، (مهرجان كان 2005), 4 أشهر، 3 أسابيع ويومان من إخراج كريستيان مونجيو (مهرجان كان 2007 الفائز بالسعفة الذهبية)  هذا الأخير، وفقا ل (Variety)، هو «دليل آخر على أهمية رومانيا الجديد في عالم السينما.»

### المطبخ

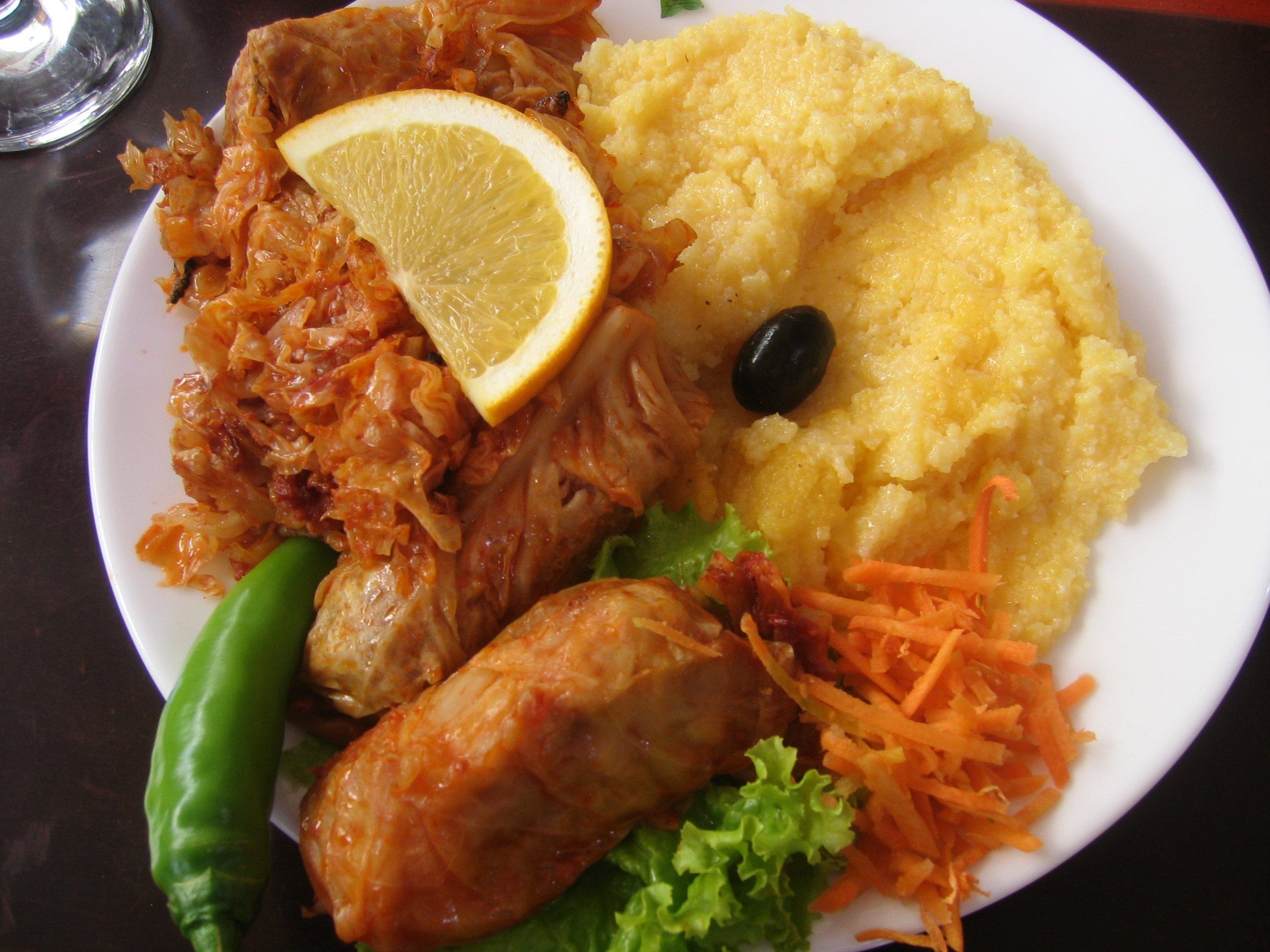
سارما

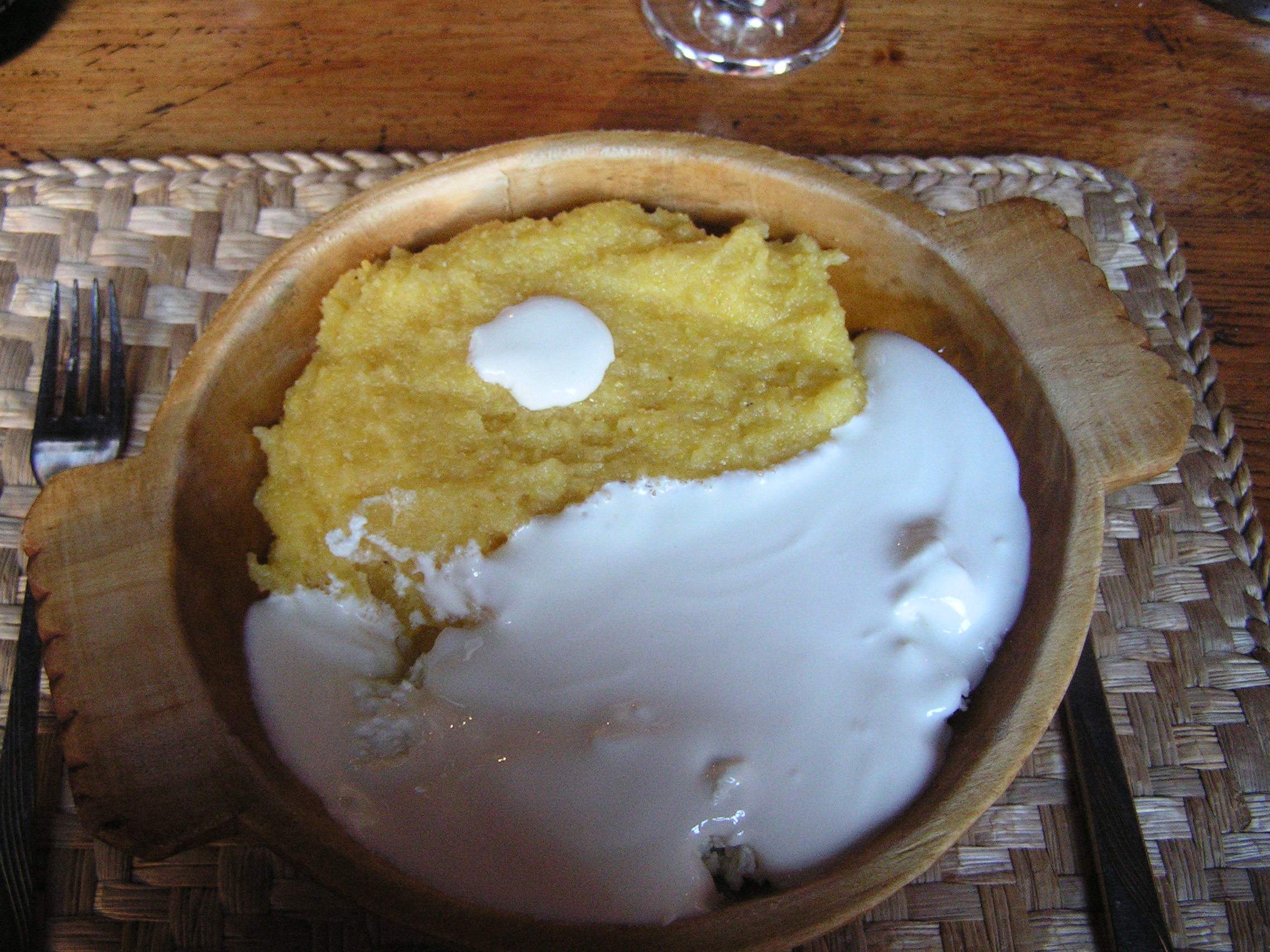
ماماليغا مع جبنة

تأثر المطبخ الروماني بالمطبخ البلقاني، المطبخ الهنغاري، المطبخ ألماني، المطبخ الصربي والمطبخ التركي.
من إحدى الأكلات الرومانية التقليدية ماماليغا وهي عبارة عن ذرة مطحونة تغلي في طنجرة وتقدم ساخنة مع زبدة أو جبنة وكانت مستخدمة من قبل الفلاحين بسبب التكلفة البسيطة وكانت تقدم أيضا للحيوانات المنزلية، ومن الأكلات التقليدية الرومانية نجد أيضا السجق أو النقانق وهي عبارة عن لحمة مفرومة وملح وتوابل وهي أكلة ذات أصل أوروبي. وسارما وهي ذات أصل تركي وتأثرت بها رومانيا كغيرها من الدول المجاورة عندما كانت رومانيا تحت الحكم العثماني.

### السينما
بدأت السينما في رومانيا 27 مايو 1896 أما المشاريع الأولى بدأت في بوخارست في المقر الرئيسي لجريدة باللغة الفرنسية (L’Indépendance Roumaine).
من أفضل الفنانون الرومانيون يعد: جيان جيرجيسكو، فيكتور يليو، ليفيو تشيولي، إيون بوبيسكو-غوبو، لوتشيان بينتيليه، دان بيتسا، الكساندرو تاتوس، ميرتشيا دانيليوك وسيرجيو نيكاليسكو. من بين الأفلام التي حصلت على جوائز عالمية: غابة المشنوقين، ثورة، كان أو لم يكن؟ وCalifornia Dreamin.
ازدهرت السينما الرومانية في فترة أواخر السبعنيات وفي العقد الثامن حيث كانت تتمحور على الأفلام التاريخية زمن العثمانيين، لكن بدأية من 1990 بدأت تضعف بشكل كبير حيث لا يكاد نسمع بفليم روماني، والأنتاج يقتصر على فليم أو اثنان سنويا. أما من أشهر الممثلون يعد: رادو بيلاغان، كونستانتين تاناسي، فلورين بيرسك، غيورغي دينيكا، توما كاراجيو، فلورين بيتيش، ميرتشيا دياكونو، مارتشيل يوريش، مايا مورجينستيرن ودان بوريك.

### الأزياء
أما على مستوى الموضة، فأن الأزياء الرومانية لا تنافس تلك الإيطالية أو الفرنسية إلا أنها تملك بعض مصممين الأزياء المشهورين على مستوى أوروبا الشرقية مثل: كاتالين بوتيزاتو.

### الرياضة

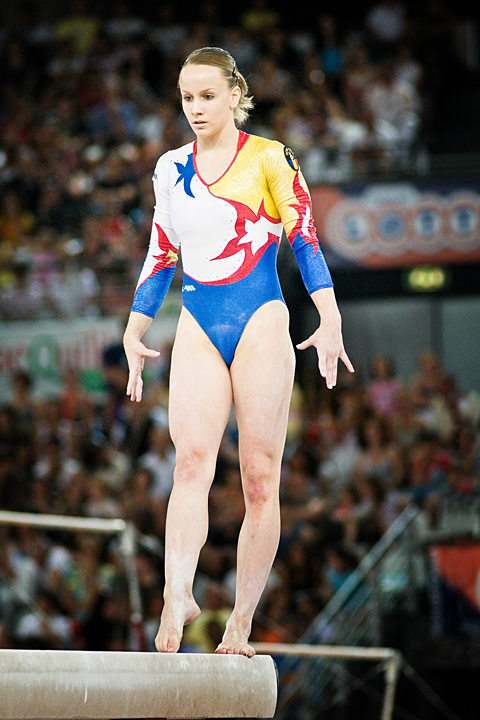
اللاعبة ساندرا إيزباشا، لاعبة جمباز رومانية

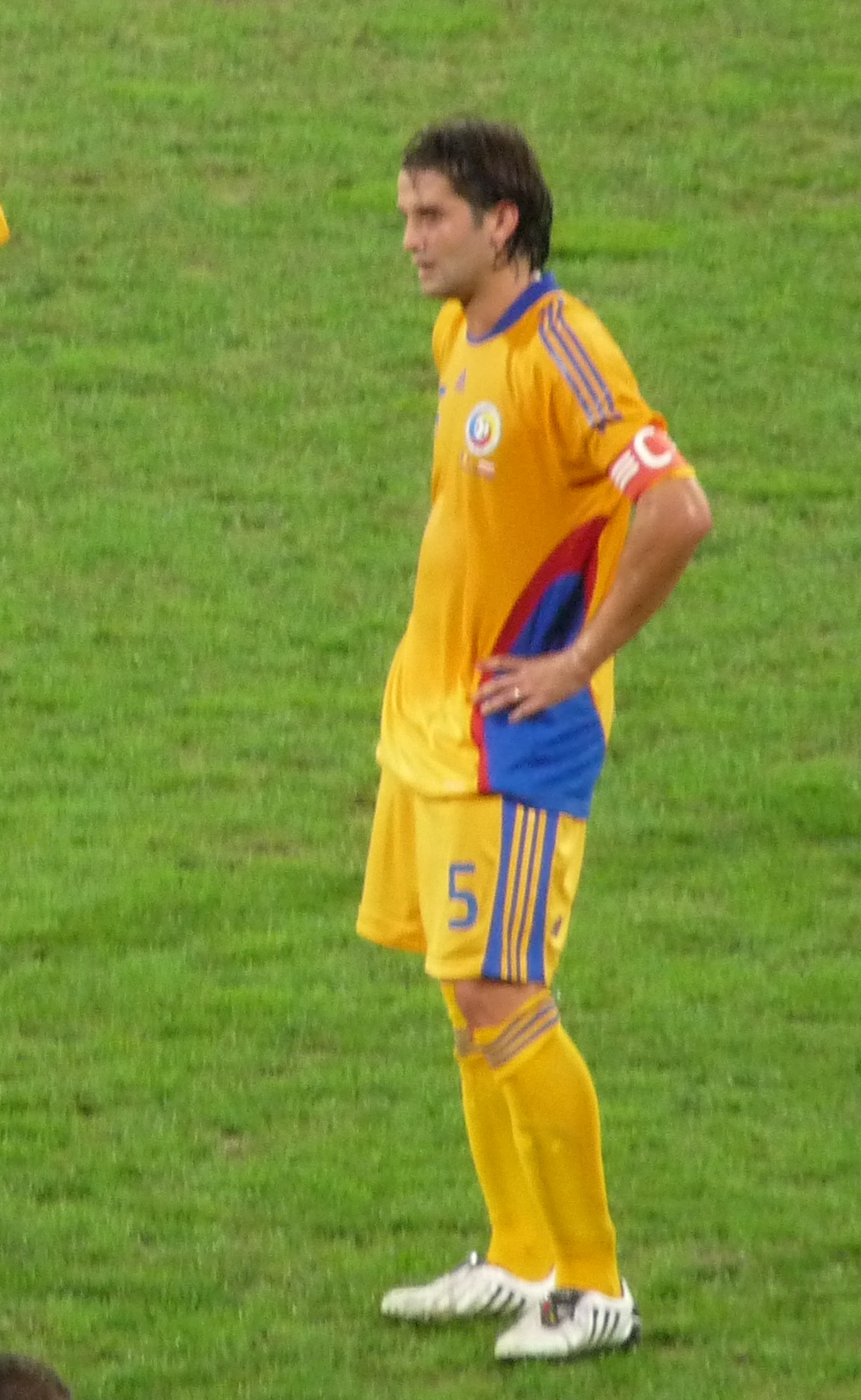
اللاعب كريستيان تشيفو، قائد المنتخب الروماني لكرة القدم، اعتزل اللعب مع المنتخب الوطني 2011

تمتلك رومانيا حاليا 5,862 ناديا و214,000 لاعب رياضي مسجل. الرياضة الشعبية الأولى في رومانيا هي كرة القدم وقد بدأ المنتخب الروماني لكرة القدم مسيرته بتاريخ 8 يونيو 1922 في بلغراد ضد يوغسلافيا والتي انتهت بنتيجة 2-1.
أشهر نادي روماني لكرة القدم هو ستاوا بوخارست الذي ربح عام 1986م دوري الأبطال الأوروبي ووصل إلى نهائي دوري الأبطال الأوروبي عام 1989م، ويعدّ دينامو بوخارست فريق قوي في رومانيا حيث وصل إلى نصف النهائي في دوري أبطال أوروبا عام 1984م.
شاركت رومانيا في العاب أولمبية وكان ذلك في ألعاب أولمبية صيفية 1924 وربحت ميدالية برونزية. منذ العام 1990 أصبح الاتحاد الروماني لكرة القدم أهم اتحاد في رومانيا لقيادة كرة القدم الرومانية وأول رئيس لها هو ميرتشيا ساندو 
أما بالنسبة لأفضل لاعب كرة قدم مر على تاريخ رومانيا الكروي وهو جورجي هاجي والذي وصل إلى نصف نهائي كأس العالم 1994 مع المنتخب الروماني. أما في الوقت الحالي فيعدّ أدريان موتو وكريستيان تشيفو أفضل لاعبي رومانيا. وأشهر الرياضيين الرومان في المنطقة العربية هو لاعب كرة القدم ميرل رادوي الذي يلعب لصالح نادي الهلال السعودي
بالنسبة للرياضات الأخرى فقد شاركات رومانيا لأول مرة في العاب أولمبية عام 1900 وقتها شاركت بلاعب واحد فقط وهو جيورجي بلاجينو. وقد حصدت رومانيا لحد الآن من الألعاب الأولمبية 292 ميدالية (86 ذهبية، 89 فضية و117 برونزية).
و تعدّ ناديا كومانيتش أفضل لاعبة أولمبية رومانية وبفضلها أصبحت رومانيا مشهورة في عالم الجمباز لكن تخلت عن تدريب اللاعبات رومانيات وساعدت الأمريكيات ولحظ تقدم عالي لهن في الأولمبيات بفضلها 
أشهر نادي روماني يعدّ ستيوا بوخارست والذي ربح بطولة دوري أبطال أوروبا عام 1986 وهو أول نادي من أوروبا الشرقية والوحيد من رومانيا الذي يحصل على هذا اللقب. ووصل أيضا إلى نهائي دوري أبطال أوروبا عام 1989 

### العلوم والتكنولوجيا
تاريخيًا، قدم الباحثون والمخترعون الرومانيون مساهمات ملحوظة في العديد من المجالات. في تاريخ الطيران، بنى ترايان فويا أول طائرة تقلع بقوتها الخاصة ووبنى أوريل فلايكو بعض أقدم الطائرات التي حلّقت بنجاح، بينما اكتشف هنري كواندا ما يعرف بتأثير كواندا للموائع. اكتشف فيكتور بابيش أكثر من 50 نوعاً من البكتيريا؛ وطوّر عالم الأحياء نيكولاي بوليسكو مستخلَصاً من البنكرياس، أظهر أنه يخفض نسبة السكر في الدم لدى الكلاب المصابة بداء السكري، وهذا تطور مهم في تاريخ الإنسولين؛ تلقّى جورج بالاد جائزة نوبل لمساهماته في علم الخلية. كان العالم لازار إديليانو الكيميائي الأول الذي ركّب الأمفيتامين، كما اخترع طريقة فصل المكونات البترولية القيمة بمذيبات انتقائية.
خلال التسعينيات والعقد الأول من القرن الحادي والعشرين، أعاقت عدة عوامل تطوير البحوث، بما في ذلك: الفساد، وانخفاض التمويل، وهجرة الأدمغة. في السنوات الأخيرة، احتلت رومانيا المرتبة الأدنى أو ثاني أدنى مرتبة في الاتحاد الأوروبي في نطاق الإنفاق على البحث والتطوير كنسبة مئوية من الناتج المحلي الإجمالي، حيث بلغ حوالي 0.5% في عامي 2016 و2017، وهو أقل بكثير من متوسط الاتحاد الأوروبي الذي يبلغ فقط أكثر من 2%. انضمّت رومانيا إلى وكالة الفضاء الأوروبية (ESA) عام 2011، وإلى سيرن عام 2016. عام 2018،فقدت رومانيا حق التصويت في وكالة الفضاء الأوروبية بسبب عدم دفع 56.8 مليون يورو من مساهمات العضوية في الوكالة.
في أوائل عقد 2010، وصف وضع العلوم في رومانيا بأنه "يتحسّن بسرعة" وإن كان ذلك من أساسٍ منخفض. في يناير 2011، أصدر البرلمان قراراً يفرض "رقابة صارمة على الجودة في الجامعات ويقدم قواعد صارمة لتقييم التمويل ومراجعة النظراء". حلّت رومانيا في المركز 47 في تصنيف مؤشر الابتكار العالمي عام 2023، متقدمة من المركز 50 عام 2019. ثم تراجعت إلى المركز 48 في مؤشر الابتكار لعام 2024.

في أوائل عام 2012، أطلقت رومانيا أول قمر صناعي من مركز جويانا للفضاء في جويانا الفرنسية. ابتداءً من ديسمبر 2014، أصبحت رومانيا مالكاً مشاركاً في محطة الفضاء الدولية.

### العمارة والحدائق

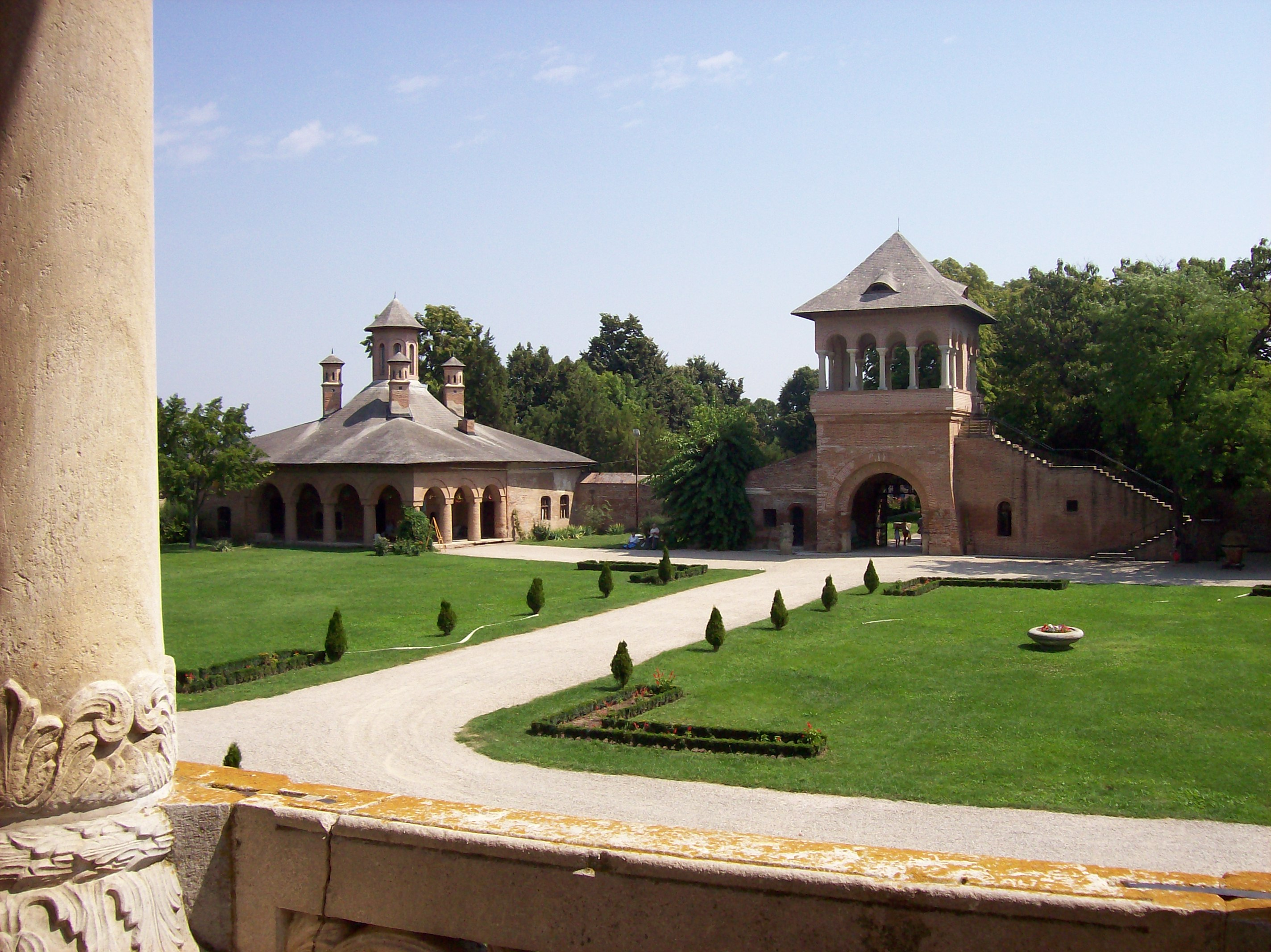
قلعة موغوشوايا

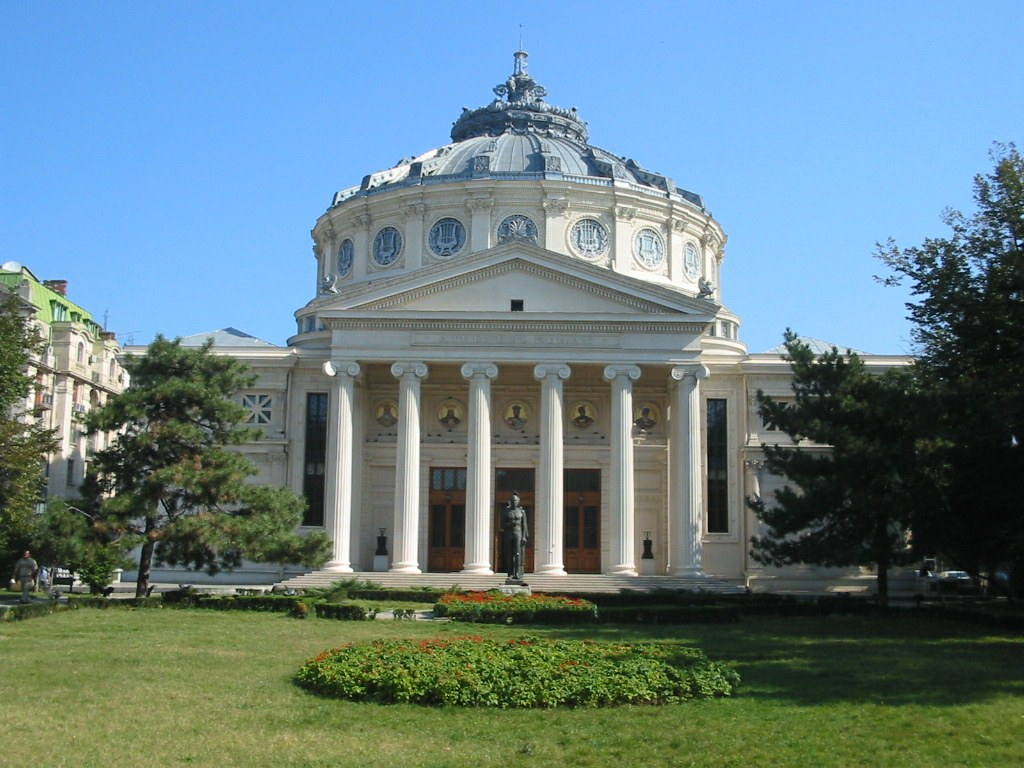
مبنى تاريخي في العاصمة بوخارست حيث تم بناءة عام 1888م

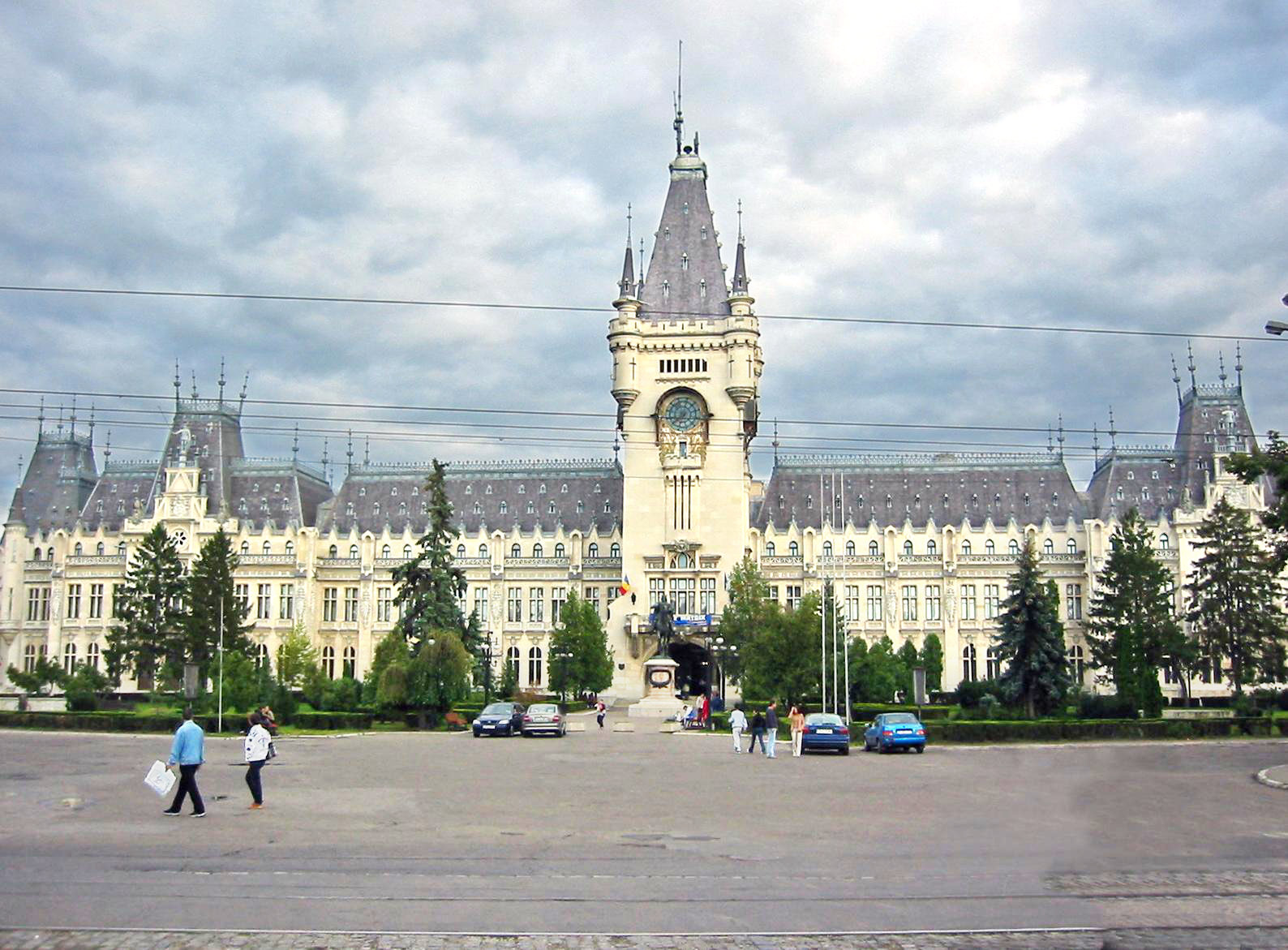
قصر الثقافة في ياش

تنتشر الكثير من القصور والفلل التاريخية مثل: قصر الثقافة في ياش وتبلغ مساحة القصر 36.000 متر مربع وتوجد فيه 298 غرفة، 92 نافذة على واجهة وأخرى 36 داخل المبنى. قلعة موغوشوايا التي تم بنائها عام 1702م.
تنتشر الحدائق والمناطق الخضراء في جميع مدن رومانيا وتعدّ محط جذب أنظار السائحين، ويوجد أيضا الكثير من المحميات الطبيعة التي تحتوى على ورود وأشجار إضافة إلى بعض الحيوانات والتي تعدّ نادرة أو تتعرض للانقراض في المناطق الرومانية.

#### المواقع على قائمة اليونسكو للتراث العالمي
الكنائس المحصنة في ترانسيلفانيا، الكنائس المرسومة في شمال مولدوفا، الكنائس الخشبية في ماراموريش، دير هوريزو، قلعة شيغشوارا، قلاع داقية من جبال وراشتيه ودلتا الدانوب. أيضًا، في 2007, تقاسمت مدينة سيبيو جائزة عاصمة الثقافة الأوروبية مع مدينة لوكسمبورغ.

## التعليم في رومانيا

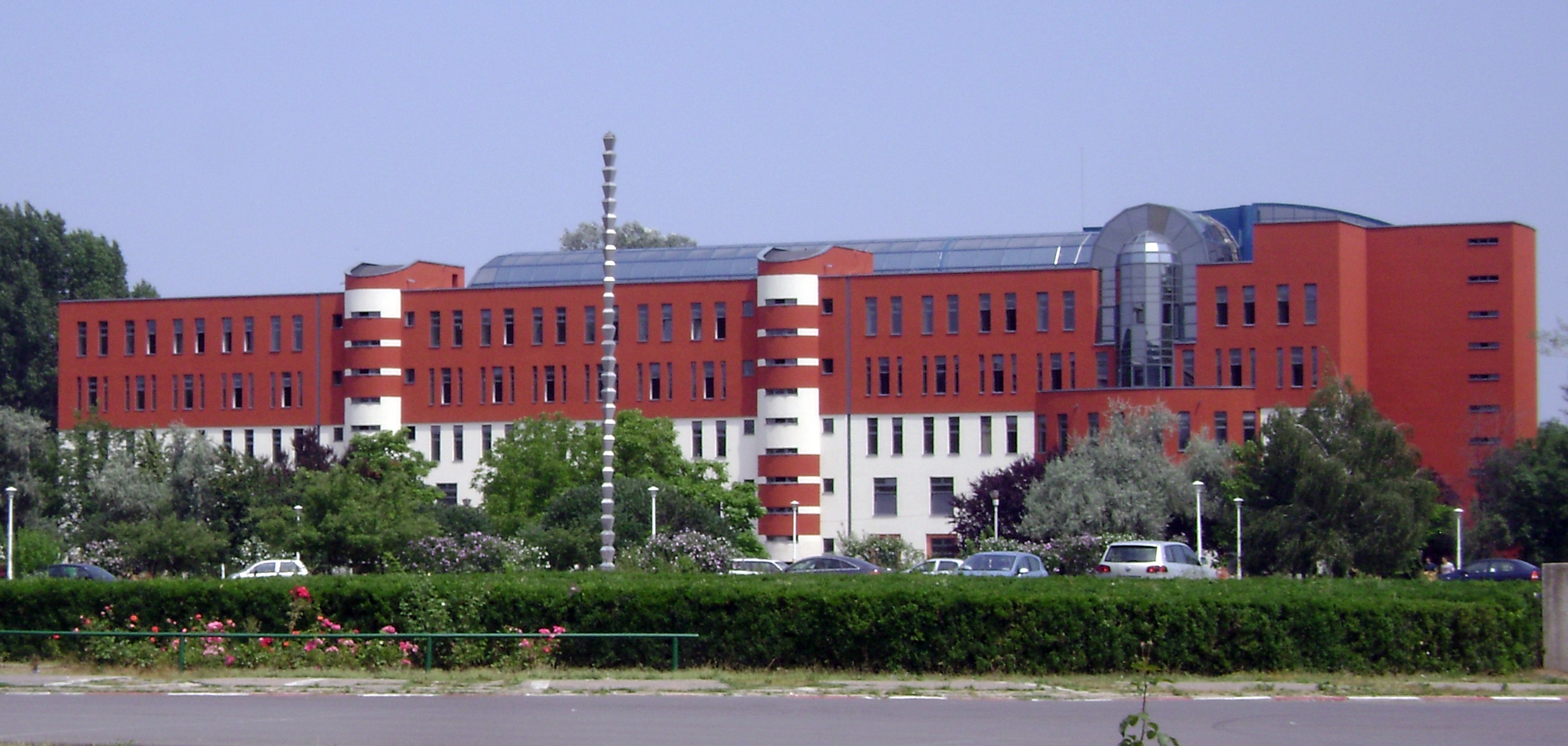
المكتبة التابعة لجامعة بوخارست بوليتكنيكا

في عام 2004، 4,4 مليون من سكان رومانيا مسجلون في المدرسة. من هؤلاء، 650,000 مسجلون في الروضة (ما قبل الابتدائي)، 3,11 مليون (14%) من السكان مسجلون في المدرسة الابتدائية أو الإعدادية، 650,000 من هؤلاء طلاب جامعيون (3%) في مستوى التعليم العالي (الجامعات). في نفس العام، بلغ معدل الذين يجيدون القراءة والكتابة 97.3% (45 على مستوى العالم).

### الجامعات

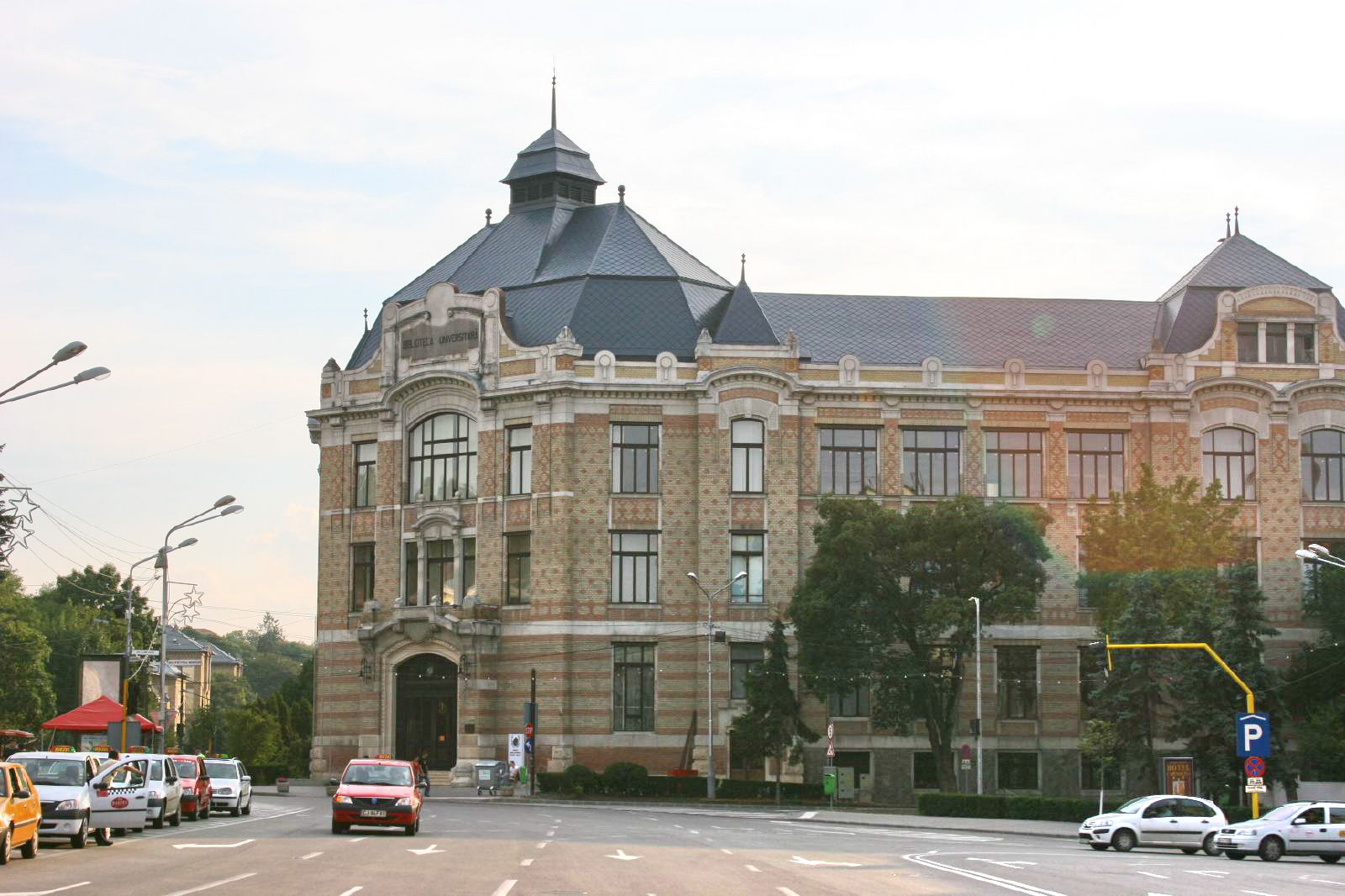
كلوج نابوكا أكبر مركز تعليمي في ترانسيلفانيا والثاني في رومانيا، وفي الصورة تظهر المكتبة العامة في كلوج نابوكا.

يزداد عدد طلاب الجامعات الرومانية الأجانب خاصة في كليات الطب والهندسة البتروكيماوية بسبب المستوى العالي للتعليم ورخص المعيشة والحياة الجامعية.أكبر المشاكل التي يعاني منها الطلاب الأجانب هي تعلم اللغة الرومانية، التي هي لغة المحاضرات الرئيسية، حيث أن المحاضرات باللغات الأجنبية الأخرى كالإنجليزية قليلة. يأتي معظم الطلاب العرب الدارسين في رومانيا من الأردن، فلسطين، سوريا ولبنان ومصر والسعودية وتونس بالإضافة لطلاب آسيوين خاصة من الهند وأفارقة من نيجيريا.
ويدرس بعض طلاب رومانيا في جامعات بريطانيا وفرنسا والولايات المتحدة ومصر وتركيا وغيرهم. الشهادة معترف بها في كافة دول الاتحاد الأوروبي بشكل مباشر. لا توجد ولا أي جامعة رومانية من ضمن قائمة أفضل 500 جامعة على مستوى العالم 
- جامعة أليكساندرو إيوان كوزا: هي إحدى الجامعات الحكومية الموجودة في ياش. تأسست جامعة ياش عام 1860، كما سميت في البداية، هي أقدم مؤسسة للتعليم العالي في رومانيا. ويبلغ عدد طلابها 38,140 طالب.[177]
- جامعة سبيرو هاريت: تفتخر العاصمة بوخارست بإحتواها جامعة سبيرو هاريت والتي تعدّ أكبر جامعة من أوروبا من حيث عدد الطلاب.[178]

#### كليات الطب
1. جامعة ڤيكتور بابيش للطب والصيدلة، تيميشوارا
2. جامعة جريجوري ت. بوبا للطب والصيدلة: عدد الطلاب (8,190) 30% طلاب عرب من بلاد الشام، عرب 48 وبلاد المغرب العربي. وتقع في مدينة ياش في شمال شرق البلاد.[179]
3. جامعة يوليو هاتسيغانو للطب والصيدلة: تم تأسيسها عام 1919م. وتقع في مدينة كلوج نابوكا في وسط البلاد.[180]

## صور

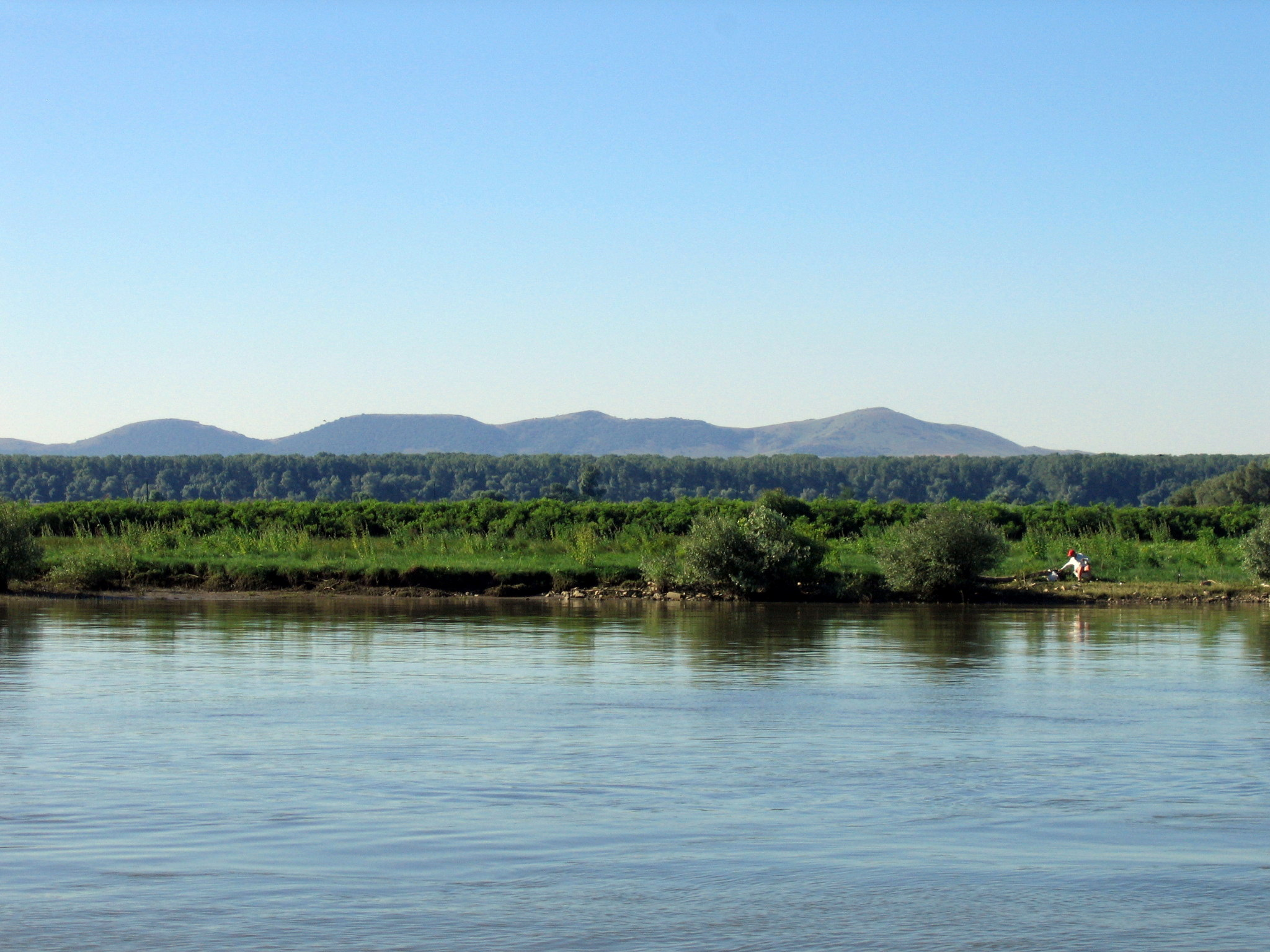
دلتا الدانوب في رومانيا
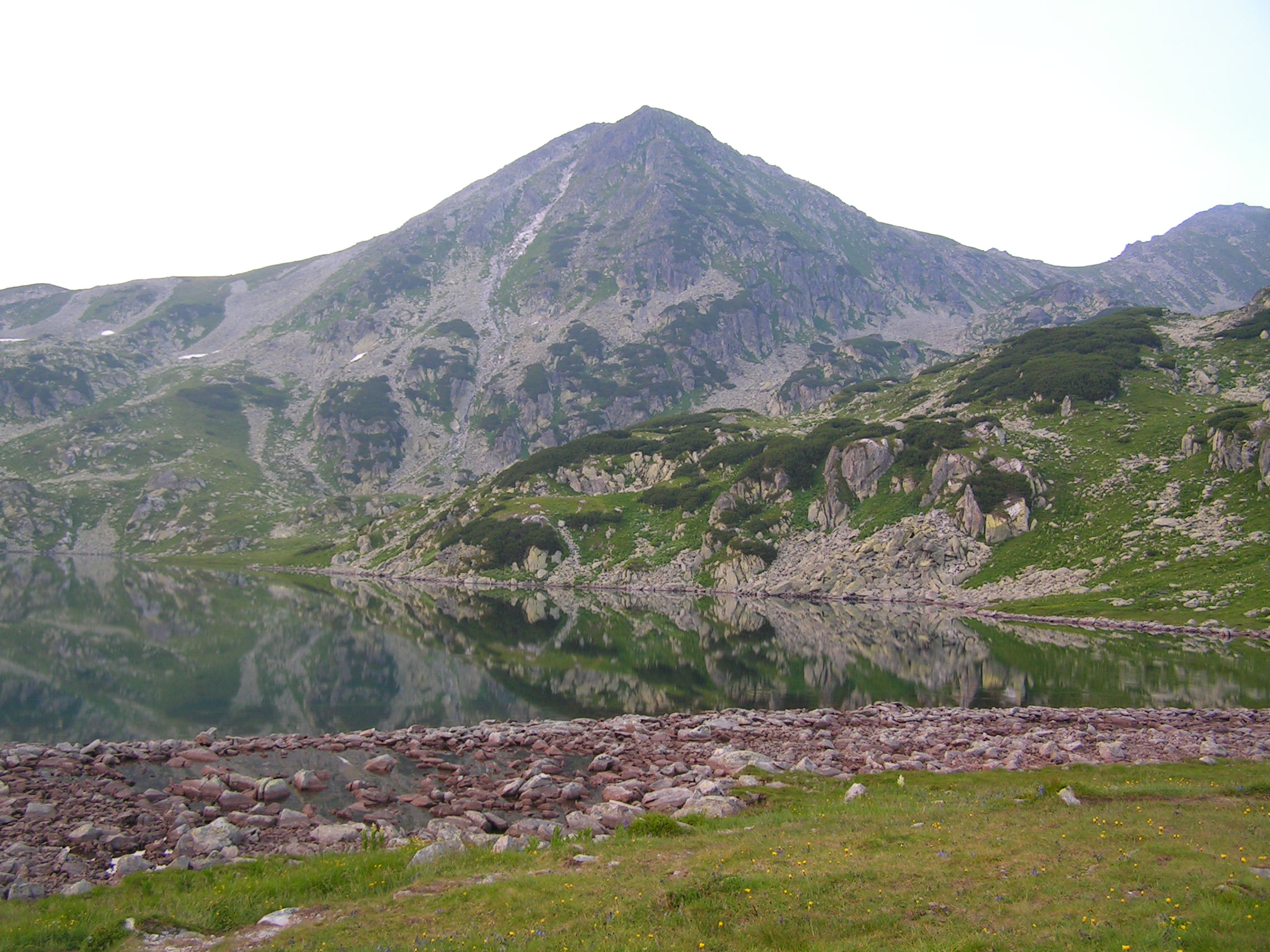
المتنزة الوطني ريتيزات
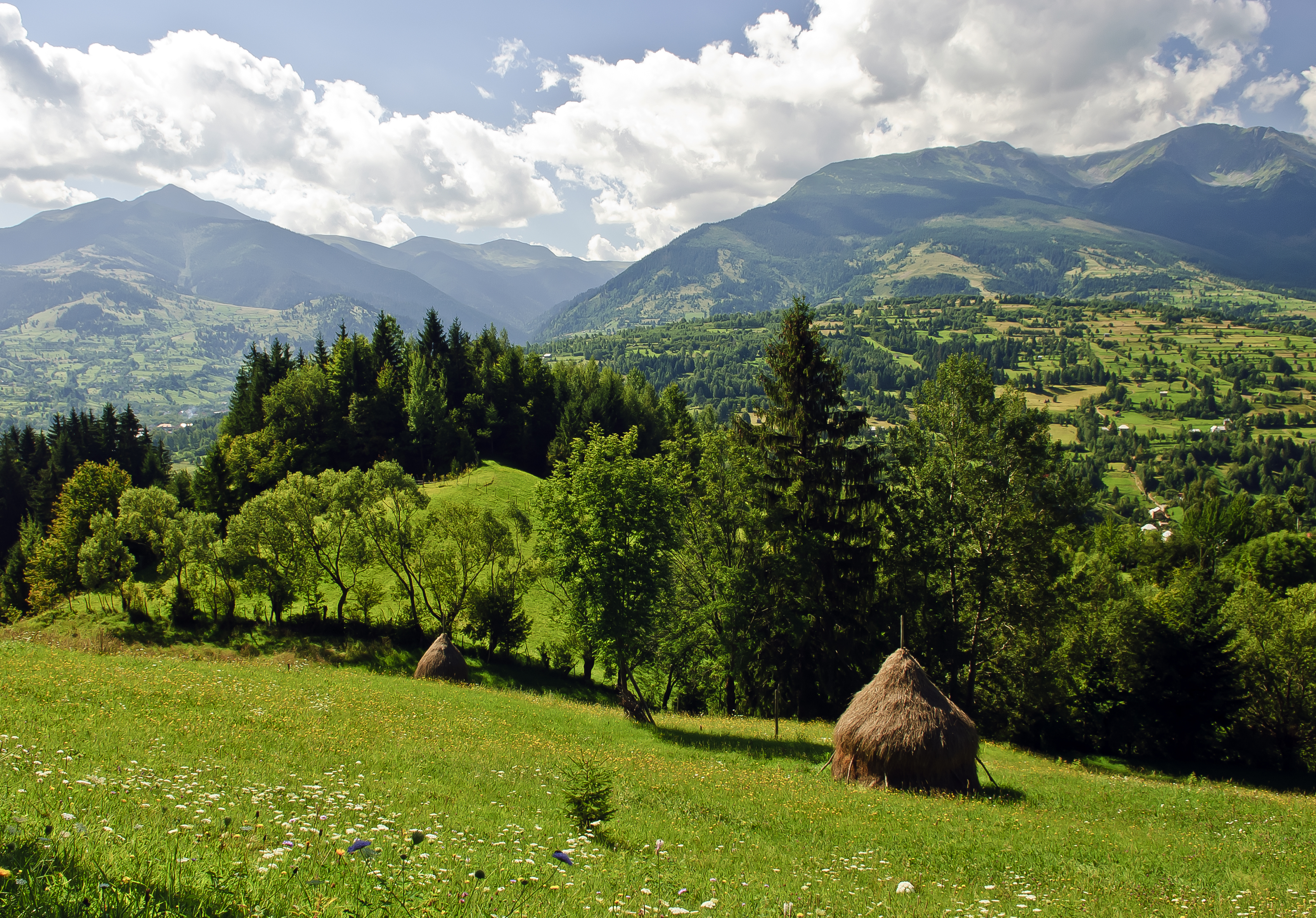
جبال رودنا، المتنزة الوطني رودنا
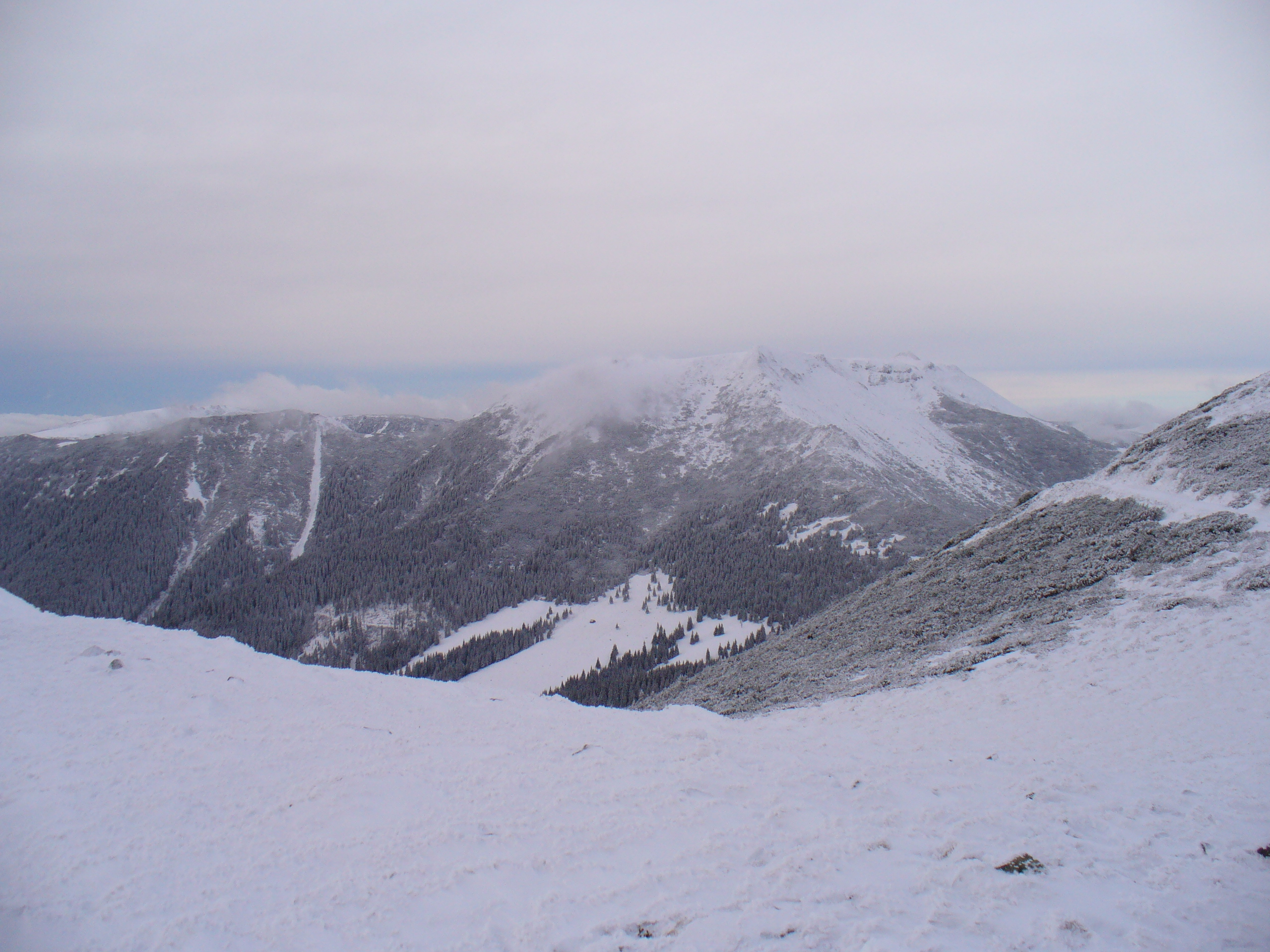
قمة بيتروس، جبال كاليماني
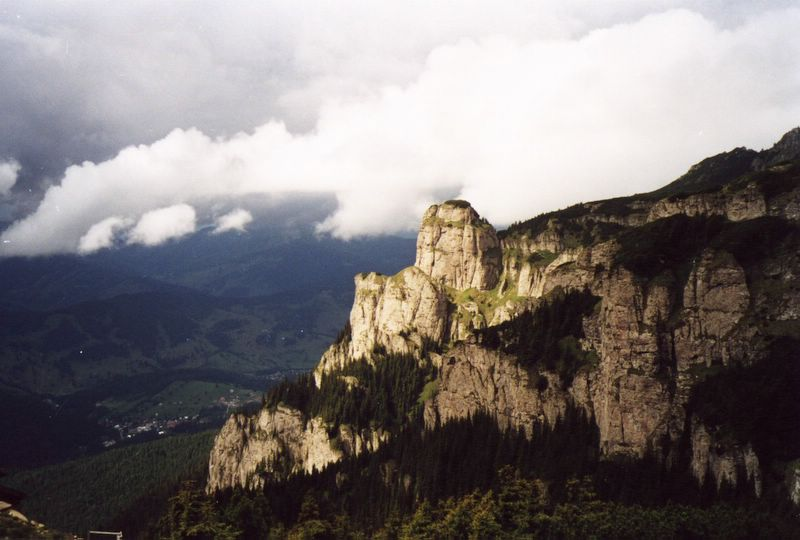
Masivul Ceahlău
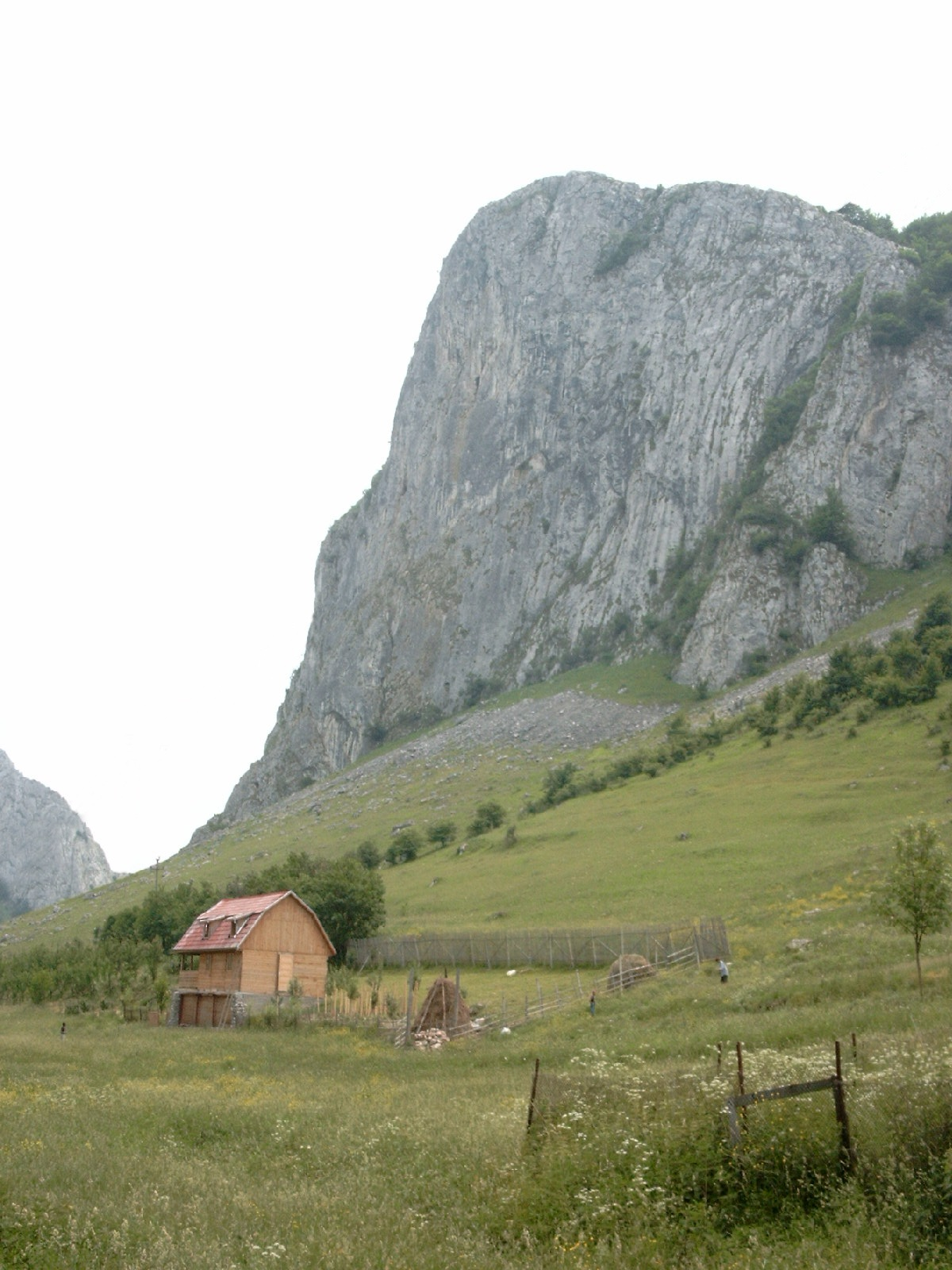
تراسكاوكاسا، جبال أبوسيني
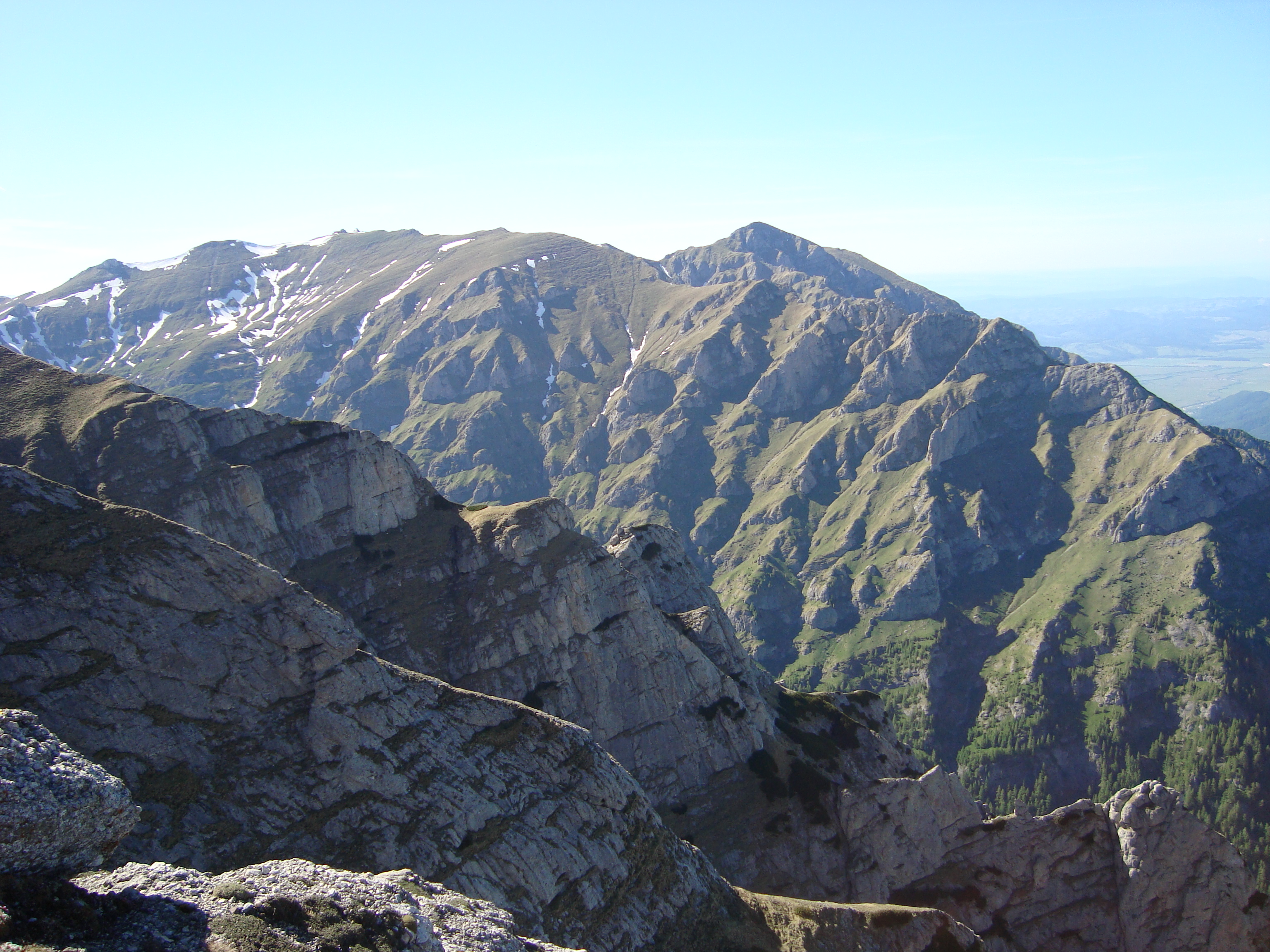
جبال بوتشياج في فصل الربيع
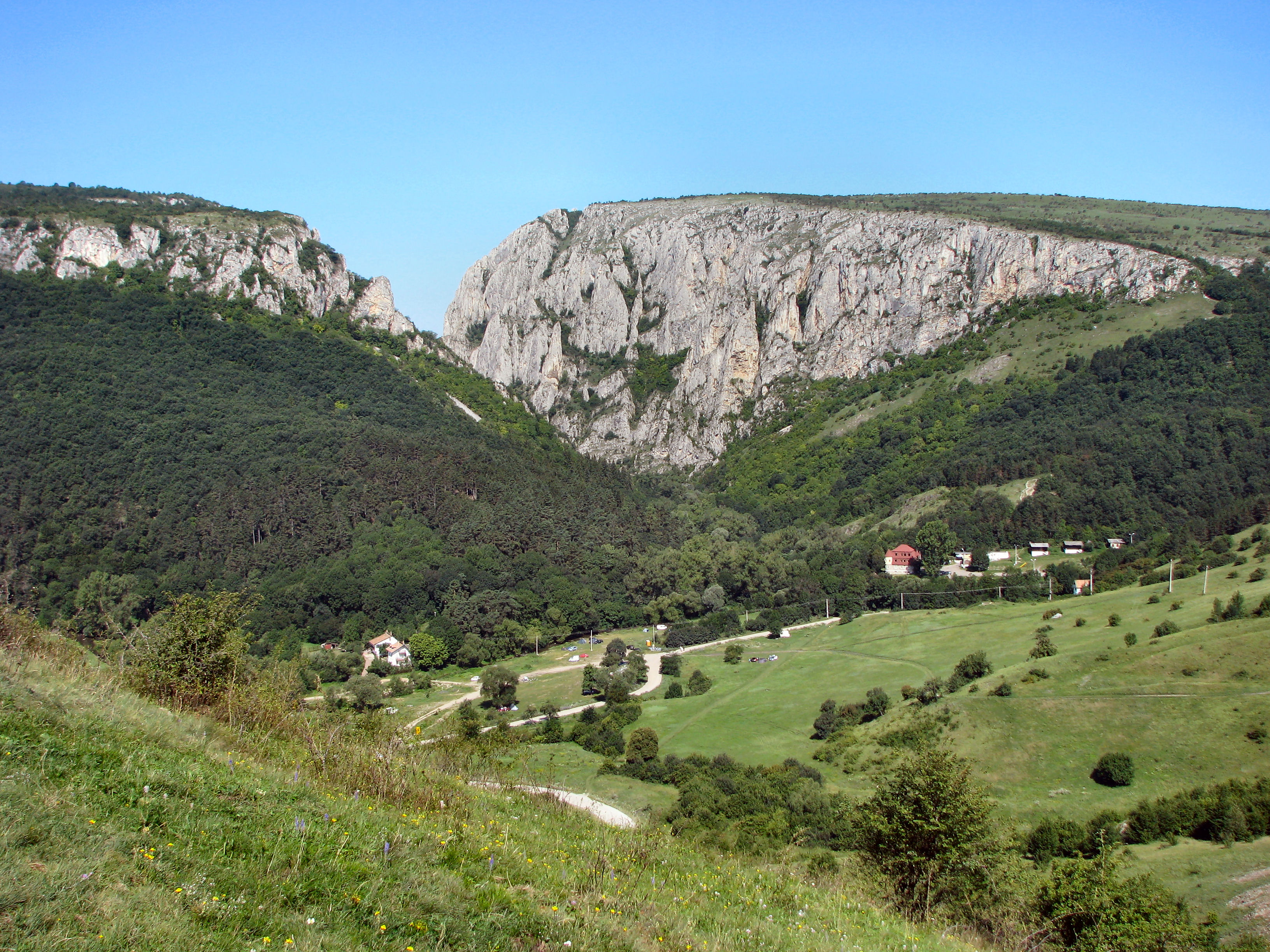
مفاتيح تورزي
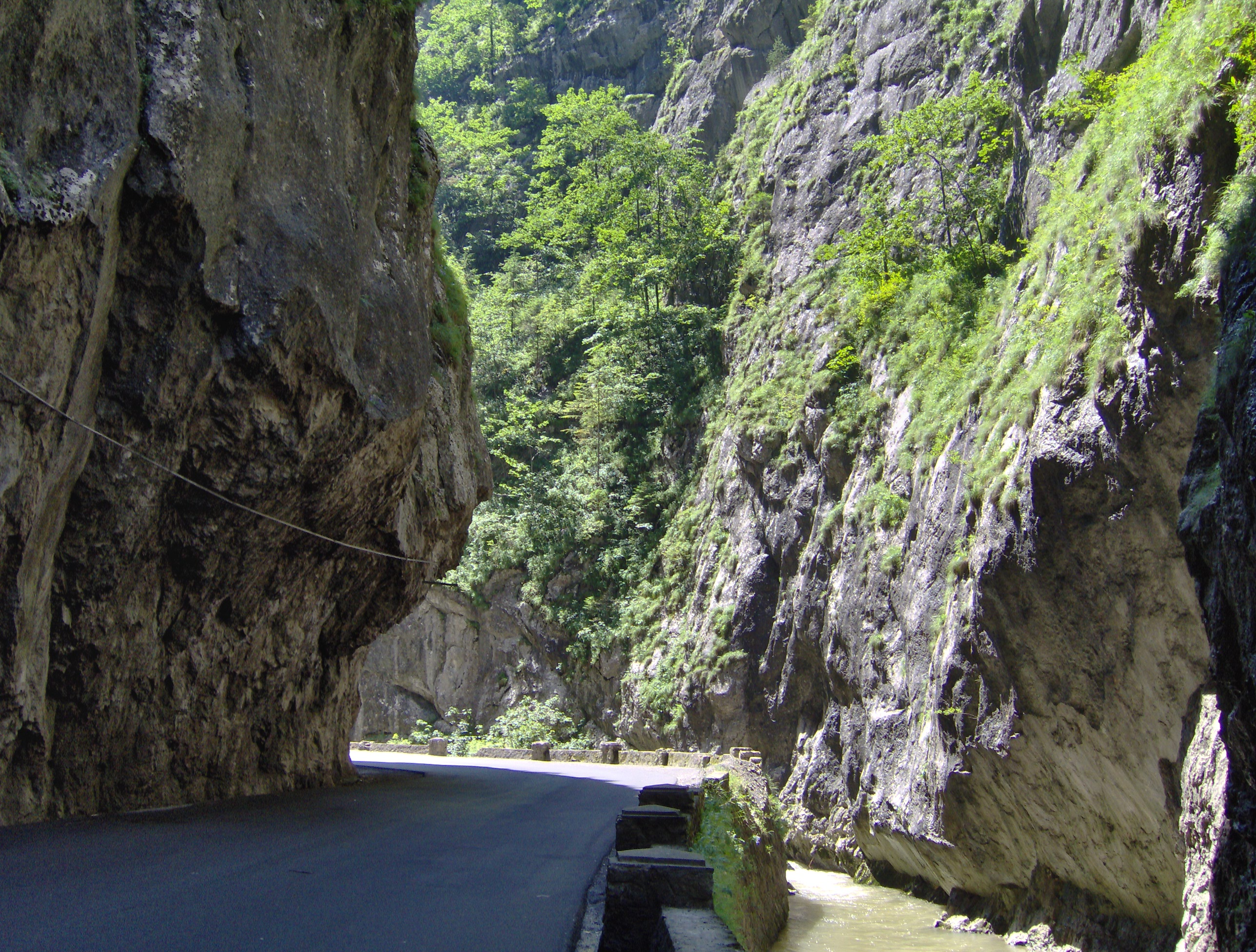
مفاتيح بيكاز-هامشاش
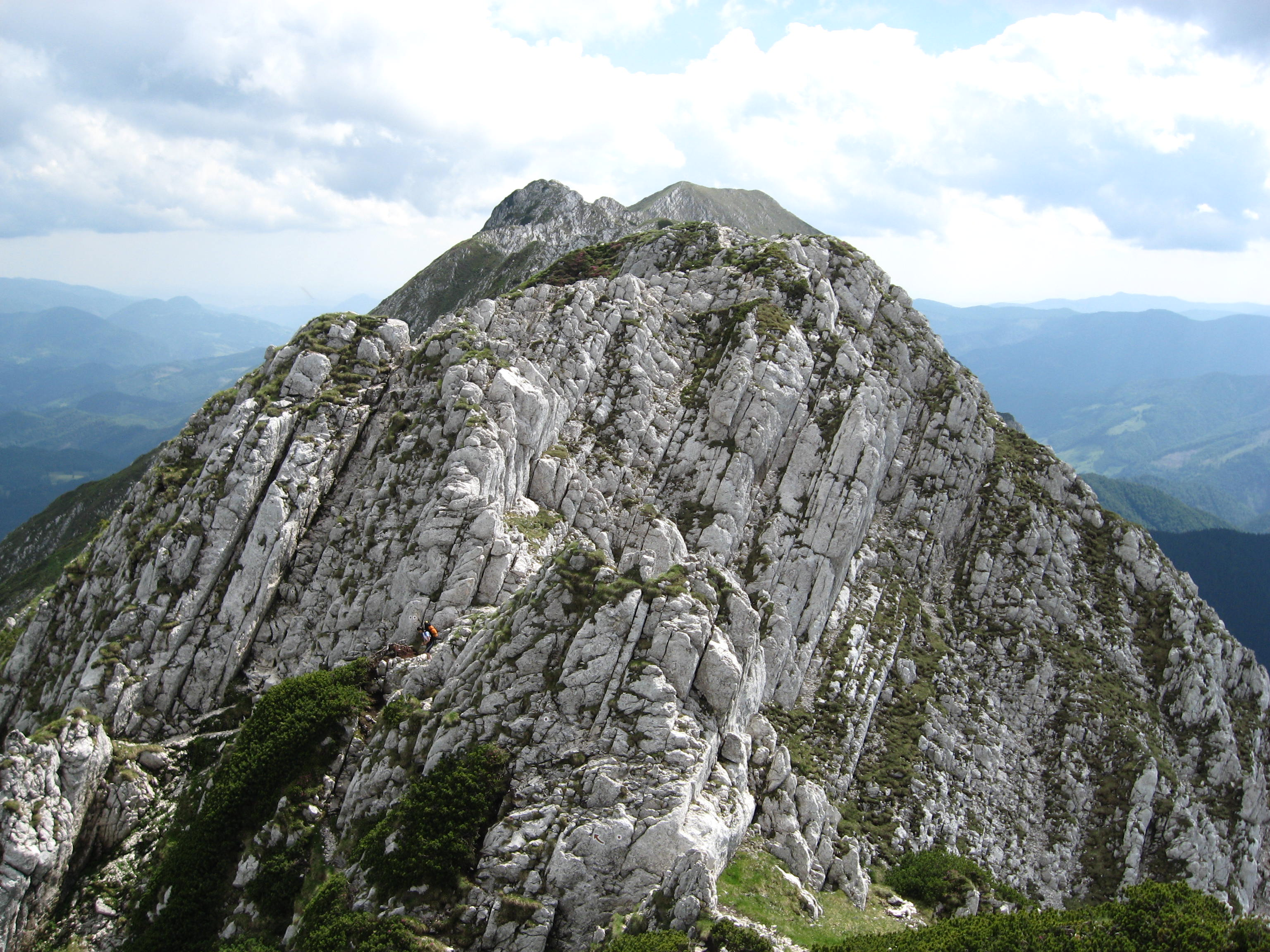
صخرة الملك

## وُصلات خارجيّة
| مواقِع حُكُومِيَّة - رِئَاسة الجُمهُورِيَّة. - البرلمان الرُّومانِي نسخة محفوظة 28 ديسمبر 2006 على موقع واي باك مشين. - الإِدارة الحُكُومِيَّة الرُّومانِيَّة. - وِزارة الخارِجِيَّة. - وِزارة الثَّقَافة والهُوِيَّة الوطنِيَّة. | مواقِع التَّعلِيم والبحث العِلمِي - وِزارة التَّعلِيم الوطَنِيَّة. - جامِعات رُومانِيا. - البحث والاِبتِكار العِلمِي فِي رُومانِيا. - المكتبَة الأَكادِيمِيَّة الرَّقمِيَّة الرُّومانِيَّة. - مكتبة بُوخارِست الرَّقمِيَّة. | مواقِع سِياحِيَّة - وِزارة السِّياحة. - قائِمة اليُونسكُو لمواقع التُّراث العالَمِي فِي رُومانِيا. - صفحة رُومانِيا فِي ويكي رحلَات. - السِّياحة فِي رُومانِيا. - متاحِف رُومانِيا. |  |